# Dynastie Qing
Ne doit pas être confondu avec Dynastie Qin.
« Qing » redirige ici. Pour les autres significations, voir Qing (homonymie).
1644–1912
Entités précédentes :
- Dynastie Ming
- Dynastie Shun

Entités suivantes :
- République de Chine
- Khaganat de Mongolie du Bogdo
- Tibet
- Kraï d'Uriankhai
- Hong Kong britannique
- Guangzhou Wan

La dynastie Qing (chinois : 大清 ; pinyin : dà qīng) – également retranscrite en dynastie Ch'ing, Ching ou Tsing – est la dynastie impériale qui a régné sur la Chine durant près de trois siècles, de 1644 à 1912. Elle est fondée par des tribus Jürchen (qui se rebaptisent Mandchous au 17e siècle) originaires de la périphérie nord-est de la Chine qui sont fédérées par Nurhaci puis par son successeur Huang Taiji. Ces tribus, qui ne sont pas ethniquement chinoises (han), profitent de l'anarchie qui s'est installée dans l'empire Ming, qui régnait jusque-là sur le pays, pour s'emparer de la Chine du nord en 1644. Ils achèvent leur conquête de la Chine du sud en 1665.   
Sous le règne des Qing la Chine atteint sa plus grande expansion territoriale, notamment grâce à la conquête de régions dans le nord-ouest (Xinjiang), et elle connait une croissance démographique formidable avec une population dépassant les 450 millions d'habitants au milieu du 19e siècle. Pour rallier les élites les empereurs reprennent en grande partie les institutions des Ming dont le système méritocratique des examens impériaux avec en corolaire les privilèges accordés aux lettrés. Par ailleurs ils favorisent la diffusion jusque dans les campagnes d'une morale néo-confucianiste incitant au respect des institutions et montrent une grande dévotion vis-à-vis du bouddhisme en particulier tibétain. Néanmoins ils maintiennent un contrôle étroit de la population han en plaçant des mandchous à tous les postes clés et en contrôlant de manière parfois très étroite la production littéraire. Sous la férule de plusieurs empereurs mandchous, despotes éclairés fortement sinisés (Kangxi, Yongzheng, Qianlong) la Chine connait son âge d'or au 18e siècle. Grâce à une maîtrise technique souvent supérieure à celles des pays européens à la même époque, les productions agricole et artisanale connaissent un essor sans précédent tandis que les échanges commerciaux à l'intérieur de la Chine sont en forte croissance. Une fiscalité très modérée associée à des dispositifs permettant de contrôler les pénuries alimentaires et de limiter les perturbations du système monétaire contribuent à faire de cette période une ère de paix et de prospérité. 
Le 19e siècle est par contraste une phase de déclin. Le déséquilibre des finances, la corruption de l'appareil gouvernemental, une croissance démographique trop rapide et les soulèvements des habitants des régions périphériques assujetties aboutissent au milieu du siècle à une explosion sociale. La révolte des Taiping (1851-1864) et plusieurs soulèvements populaires qui lui succèdent mettent le régime à genou et saignent la population. Les puissances coloniales occidentales (Royaume-Uni, France, États-Unis) ainsi que le Japon et la Russie, dont les armées bénéficient des progrès d'une révolution industrielle qui n'a pas atteint le territoire chinois, profitent de la faiblesse de la dynastie Qing pour imposer une suite de traités inégaux qui leur permettent d'imposer leur présence et leurs entreprises sur le territoire chinois.
À la fin du 19e siècle, le gouvernement chinois des Qing tente de rattraper son retard sur les autres nations industrialisées, mais l'inertie découlant de la taille du pays et la présence d'un fort courant conservateur hostile aux changements freinent cette évolution. La Chine est vaincue en 1894 par le Japon qui s'empare de la Mandchourie tandis que les autres puissances coloniales annexent d'autres portions du territoire. Sur le plan financier le pays est écrasé par les indemnités qu'il doit verser à la suite de ses défaites qui représentent plusieurs années de budget annuel. Les problèmes économiques et la désaffection des classes dirigeantes entrainent l'effondrement du régime en 1911 qui laisse la place à la république de Chine.             

## Noms de la dynastie
La dynastie Qing s'écrit en chinois : 清朝 ; pinyin : qīng cháo ; Wade : Ch'ing ch'ao ; en mandchou ᡩᠠᡳ᠌ᠴᡳᠩ ᡤᡠᡵᡠᠨ ;  Daicing gurun ; en mongol : Манж Чин Улс. L'empire du Grand Qing s'écrit en chinois simplifié : 大清国 ou 大清帝国 ; chinois traditionnel : 大清國 ou 大清帝國 ; pinyin : Dà Qīng Dì Guó.

## Historique

### Origines des Jürchen
La dynastie Qing est fondée par les Jürchens (女真), un peuple toungouse composé de nombreuses tribus aux liens très lâches et pour certaines nomades, payant tribut à la dynastie Ming. Les Jürchen vivent en Mandchourie au nord-est de la Chine historique dans la région comprenant l'actuelle province russe du kraï du Primorie et la province chinoise du Heilongjiang.
Par le passé les Jürchen ont joué un rôle central dans l'histoire de la Chine, en fondant la Dynastie Jin qui a régné sur le nord de ce pays à compter de 1115. Leur royaume est balayé en 1234 par les mongols emmenés par Gengis Khan et ses descendants qui fondent la dynastie Yuan. Celle-ci va régner sur la Chine de 1271 à 1368. À la suite de leur défaite les Jürchens se replient en Mandchourie qui est passée sous le contrôle direct de l'empire Mongol.
Sur leur territoire le pouvoir des Jürchens est plus que limité, leurs élites ayant été éliminées ou affaiblies au profit des nobles Mongols qui se sont installés dans la région. Plus d'un siècle plus tard, en 1368, la révolte des Turbans rouges s’achève par la chute de l'empire mongol en Chine au profit de la dynastie Ming (1368-1644) mais la Mandchourie reste sous le contrôle des Mongols car le dernier empereur Yuan a fondé la dynastie Yuan du Nord, centrée sur la Mongolie, qui continue de gouverner la Mandchourie pendant deux décennies. Finalement en 1387, les Ming mènent une campagne militaire victorieuse contre les mongols qui leur permet de prendre le contrôle de la Mandchourie. Enfin débarrassés des mongols, les Jürchens commencent à retrouver une certaine autonomie et à jouer un rôle politique en Mandchourie.

### Formation de l'État mandchou et conquête de la Chine

Les territoires occupés respectivement par les mandchous (jaune foncé), les Ming (violet clair), les khans mongols (bleu foncé) et les principautés tibétaines (bleu clair) en 1636 peu avant la prise de Pékin.

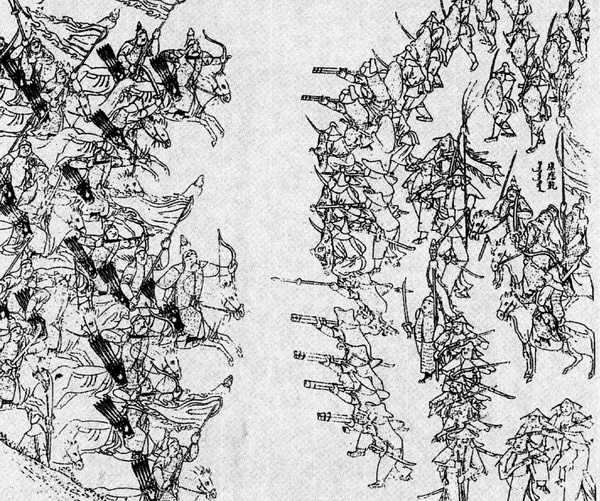
Cavalerie Jürchen chargeant l'infanterie Ming lors de la bataille de Sarhu (1619).

Les tribus Jürchens installées dans la partie orientale de la Mandchourie gagnent progressivement en puissance car elles ont accaparé le commerce des perles, des fourrures et des produits miniers dans le nord-est et disposent de ressources financières importantes grâce à la culture du ginseng très recherché dans le monde chinois pour ses propriétés médicales. Devenues alliées des  Ming en 1589, elles combattent au côté des troupes chinoises les armées japonaises qui ont envahi la Corée (1592-1598). Jusque-là les différentes tribus Jûrchens sont désunies et c'est Nurhachi (1559 - 1626) qui va parvenir à rassembler leurs forces en s'imposant comme leur chef. Nurhachi est né dans le clan des Gioro qui fait partie des Jürchens Jianzhou (建州) sédentarisés dans la région du Jeho au nord de Pékin. Nurhachi est à l'origine un chef de clan vassal de la dynastie des Ming. Il s'entoure de conseillers chinois, les booi ("gens de maison"), souvent originaires du Liaoning, qui par la suite serviront de père en fils les empereurs d'une part en jouant le rôle d'informateurs et d'intermédiaires avec les élites hans et d'autre part en assurant l'administration intérieure du Palais et le contrôle des ateliers fournissant la cour en produits de luxe. Il crée en 1601 de grandes unités à la fois militaires et civiles, baptisées « Bannières » (bāqírén, 八旗人 en mandarin), qui vont constituer une organisation particulièrement efficace dans les conquêtes à venir. À compter de 1582, Nurhachi entame l'unification des tribus Jürchens. Après avoir battu les différents chefs Jürchen qui s'opposent à ses ambitions et rallié l'ensemble des tribus, il s'allie aux mongols orientaux notamment grâce à une habile politique de mariage entre mandchous et mongols. En 1609, il entame les hostilités contre la dynastie Ming.
En 1616, Nurhaci, qui est désormais devenu le seul maitre du territoire des Jürchen, s’auto-proclame « Khan du Grand Jin », en référence à la précédente dynastie jürchen. Les historiens désignent cette période qui précède la dynastie Qing proprement dite comme la dynastie des Jin postérieurs (後金 ; Hòu Jīn), pour la distinguer de la première dynastie Jin. En 1618, Nurhaci entre ouvertement en rébellion contre les Ming en émettant les Sept Griefs contre la tyrannie impériale. Cela lui permet d'unifier sous sa bannière les derniers seigneurs jürchens encore alliés à la dynastie Ming. Remportant une série de victoires militaires contre les Ming, Nurhaci déplace sa capitale de Hetu Ala vers des villes de plus grande taille récemment conquises dans la province du Liaodong, telles que Liaoyang (辽阳) en 1621, puis Shenyang (沈阳), par la suite renommée Shenjing (盛京). Les Mandchous maintiennent par la force leur autorité sur les Hans, les premières révoltes étant matées de manière sanglante. En déplaçant sa cour du Jianzhou vers le Liaodong, Nurhaci s'assure d'importantes ressources matérielles et humaines, se rapprochant également de l'empire mongol. Nurhaci s'assure l'amitié et la coopération des Mongols, qui lui apportent leur savoir-faire militaire : il favorise les mariages entre les lignées des aristocraties jürchen et mongole, créant des liens familiaux entre les élites des deux peuples ; la politique de Nurhaci prend également l'aspect d'un rapprochement culturel, créant pour la langue mandchoue un nouvel alphabet, inspiré de l'écriture mongole. Une administration civile et militaire est également mise en place pour favoriser le contrôle sur les seigneurs jürchens.

Les premiers empereurs Qing
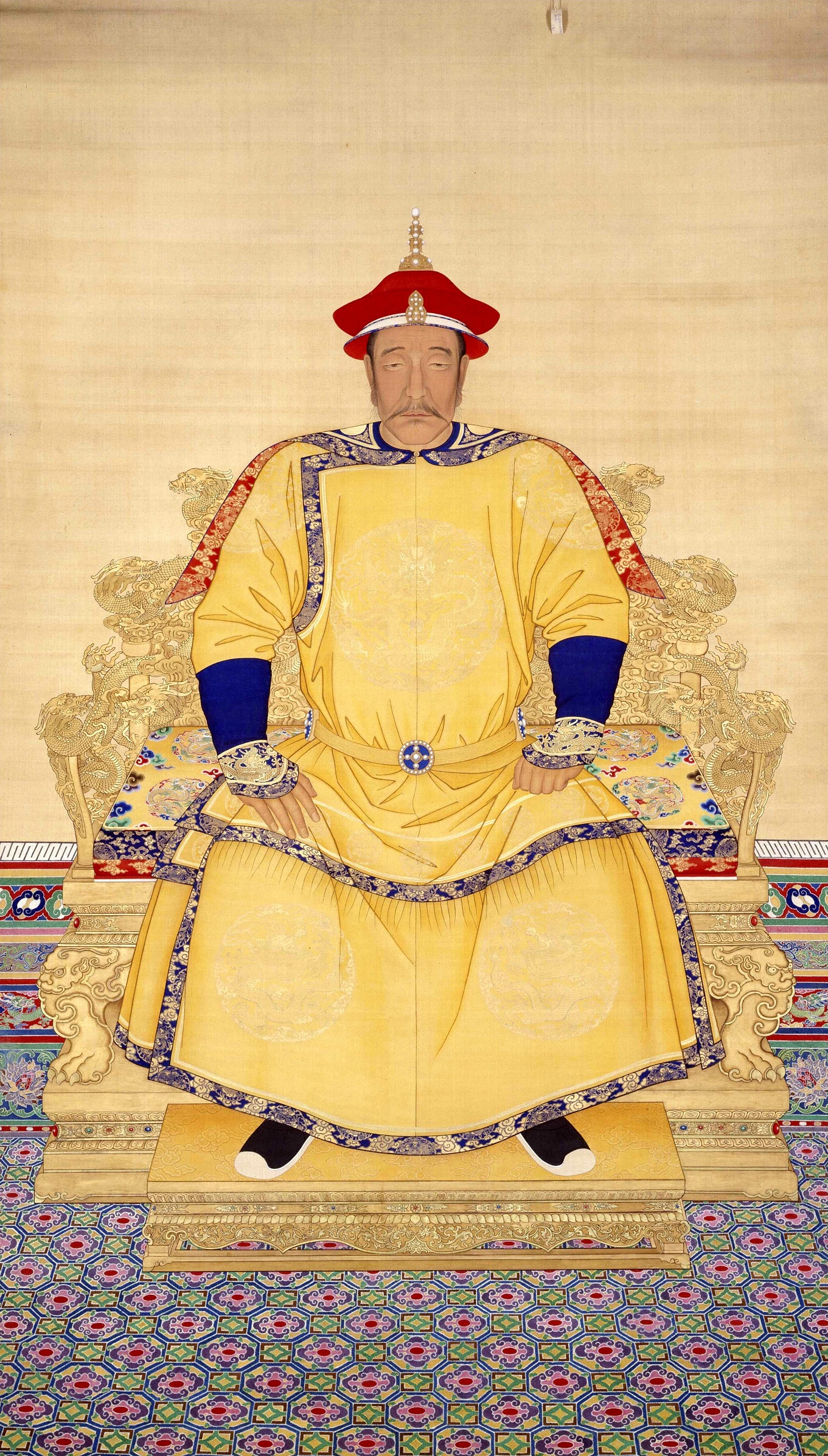
Nurhaci.
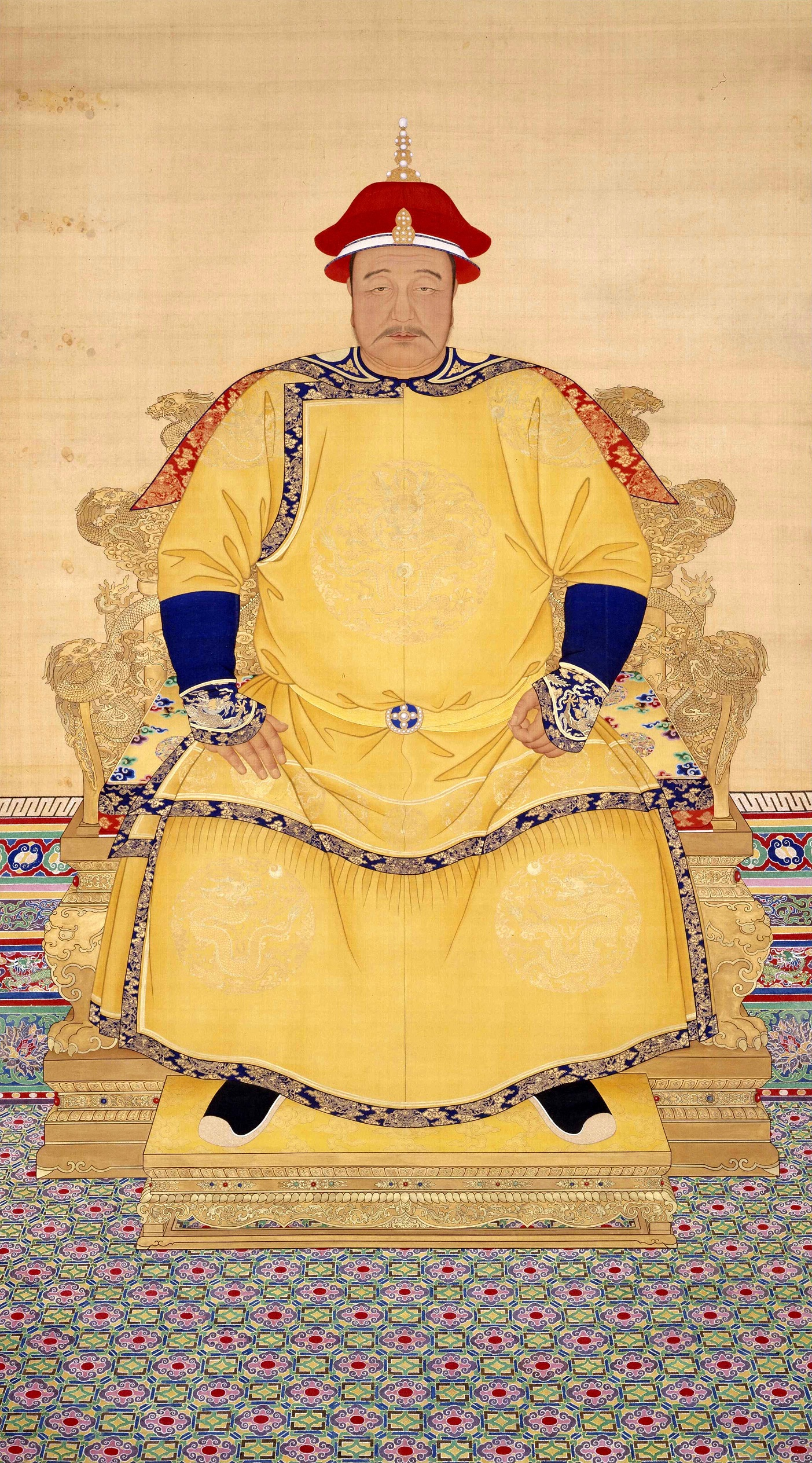
Huang Taiji.

### Transition des Ming aux Qing (1626-1683)

#### Conquête de la Chine du Nord  (1626-1647)

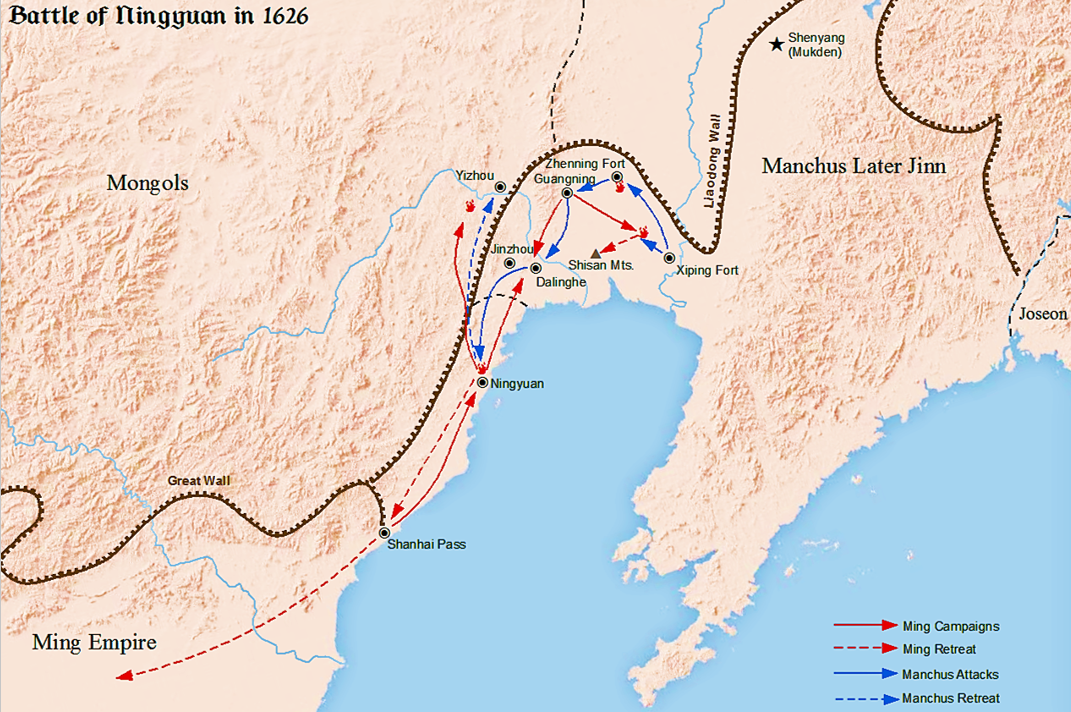
Mouvements des armées avant et après la bataille de Ningyuan (1626) au cours de laquelle les forces Ming obtiennent la victoire grâce à leur artillerie repoussant pour environ deux décennies la chute des Ming.

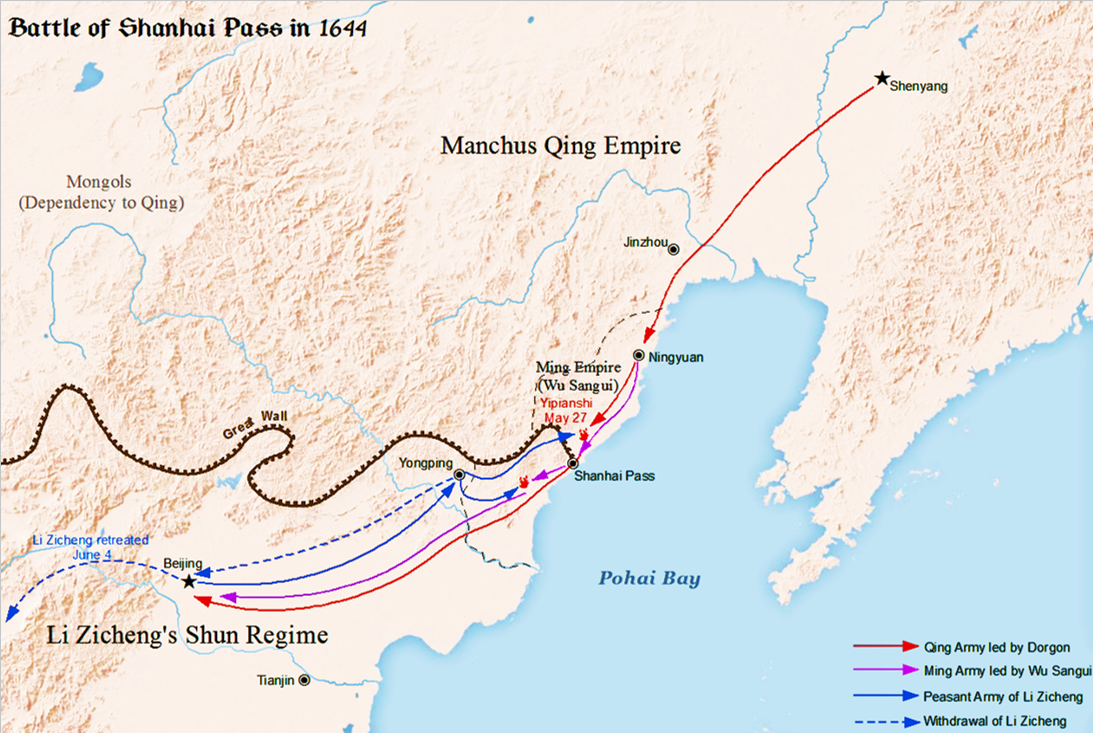
Mouvements des armées avant et après la bataille de la passe de Shanhai (1644) qui livre la Chine du nord aux Jürchens.

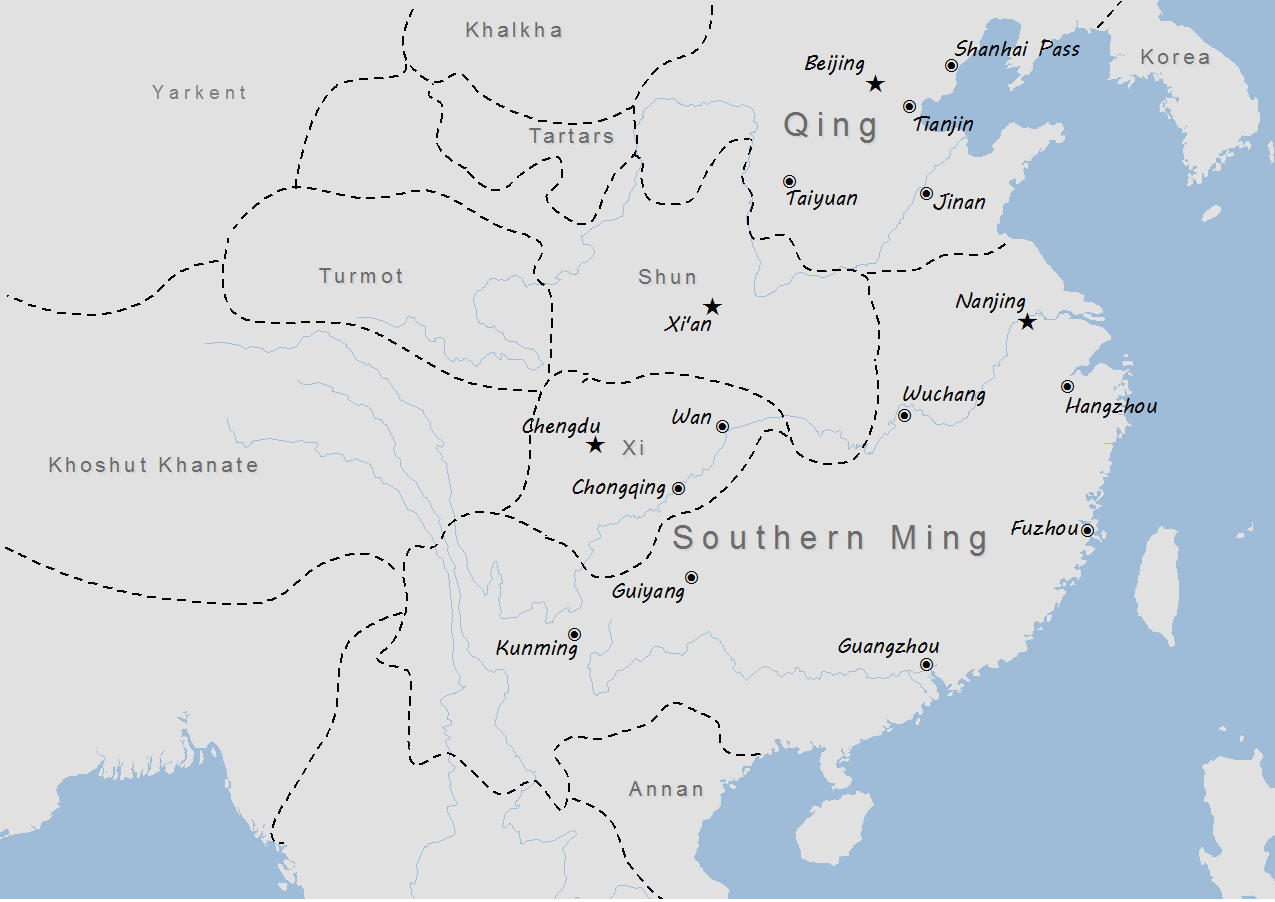
Les frontières de l'empire Qing en 1644 peu après la chute de Pékin. La Chine du Sud comme celle de l'ouest reste à conquérir.

En janvier 1626, Nurhachi connaît sa première défaite militaire majeure : ses troupes sont battues par celles du général Ming Yuan Chonghuan durant le siège de la ville de Liaoning. Il meurt quelques mois plus tard peut-être des suites de blessures subies sur le champ de bataille. Après une brève rivalité successorale, son huitième fils Huang Taiji prend la tête des Jürchens. Le règne de Huang Taiji commence dans un contexte militaire difficile car les Jürchens sont à nouveau battus en 1627 par les troupes de Yuan Chonghuan. L'armée Ming bénéficie de nouveaux et puissants canons achetés aux Portugais. La même année, Huang Taiji envahit la Corée, à laquelle il impose des traités commerciaux. Pour rétablir l'équilibre des forces, Huang Taiji crée en 1634 son propre corps d'artillerie, à l'aide de soldats hans et d'artisans chinois capturés, qui confectionnent des canons sur le même modèle que ceux des Ming.
En 1635, Huang Taiji adopte le nom de « Mandchou » (chinois : 滿洲 ; mandchou ; alphabet mandchou : ) pour désigner l'ensemble du peuple qui constitue le cœur de son État. De ce fait, plutôt qu'un peuple ancien préexistant à son empire comme on l'a longtemps pensé, les « Mandchous » peuvent être vus à ce stade comme « un rassemblement de personnes créé de manière délibérée dans un but de conquête » (W. T. Rowe) et non comme une ethnie à proprement parler, ce qu'ils deviennent avec la consolidation de l'empire après 1644.
En 1636, après s'être vu remettre par Ejei Khan, le fils du Grand Khan mongol Ligdan Khan, récemment décédé, le sceau impérial de la dynastie Yuan, Huang Taiji adopte pour l'État mandchou le nom de Grand Qing, abandonnant le titre de Khan pour celui d'Empereur. Le choix du nom de Qing, signifiant Clair est probablement motivé par son désir de sopposer aux Ming, dont le nom est représenté par le sinogramme 明, signifiant Brillant; le nom de Qing est par contre représenté par le sinogramme 清, alliant 水 (eau) et 青 (bleu) et associant ainsi la dynastie à l'élément aquatique, par opposition au « feu » des Ming.
En 1635, les alliés mongols sont entièrement incorporés, dans une Bannière distincte mais sous le contrôle direct des Mandchous. En 1636, face aux velléités d'autonomie des Coréens, les troupes de Huang Taiji envahissent à nouveau la Corée, réduisant la dynastie Chosŏn à la vassalité. En 1637, les deux premières bannières hans sont créées ; en 1642, le corps militaire mandchou compte Huit Bannières. Ces réformes militaires contribuent aux succès de Huang Taiji, qui bat les troupes Ming dans une série de batailles entre 1640 et 1642, prenant le contrôle des territoires de Songshan (松山区, en Mongolie-Intérieure) et de Jinzhou (锦州市, dans le Liaoning). Cette dernière victoire permet aux Jürchens d'obtenir la reddition des troupes les plus puissantes de l'armée des Ming, et le retrait des troupes situées au nord de la muraille de Chine.
La mort de Huang Taiji, en septembre 1643, laisse les Qing dans l'incertitude car aucune règle claire de succession n'existe à l'époque. Hooge (en), fils aîné de Huang Taiji, et son demi-frère Dorgon revendiquant tous deux la succession, la situation est résolue par le choix de Fulin, fils cadet de l'Empereur Qing, alors âgé de cinq ans, connu sous le nom de règne de Shunzhi. Dorgon assure la régence.
Les Ming, particulièrement affaiblis militairement et économiquement, se révèlent incapables de profiter de l'incertitude politique momentanée des Qing. Parallèlement au conflit avec les Qing, les Ming ont à affronter les soulèvements des forces armées et des paysans en révolte, les armées rebelles étant  menées par Li Zicheng et Zhang Xianzhong. Le 25 avril 1644, les troupes rebelles de Li Zicheng prennent Pékin : Chongzhen, le dernier empereur Ming, se suicide. Li Zicheng se proclame empereur du Grand Shun (大順), et part ensuite affronter l'armée Ming à Shanhaiguan, un passage de la Grande muraille. Li Zicheng célèbre en toute hâte son couronnement le 29 avril, avant de quitter la capitale le lendemain. Le général Wu Sangui, qui commande les troupes à Shanhaiguan, se rallie alors aux Qing. Les armées Qing, désormais alliées à une partie des anciennes troupes Ming, vainquent les rebelles le 27 mai et prennent Pékin le 6 juin. Le 30 octobre, le jeune Shunzhi est proclamé Fils du ciel, les Qing revendiquant le mandat céleste. Des funérailles officielles sont organisées pour l'Empereur Chongzhen, assurant une apparence de légitimité à la succession. Les combats contre les rebelles se poursuivent : Li Zicheng est tué dans le courant de l'année 1645 et Zhang Xianzhong, au début de 1647.

### Établissement et stabilisation de l'ordre impérial (1644-1683)

#### Une occupation brutale

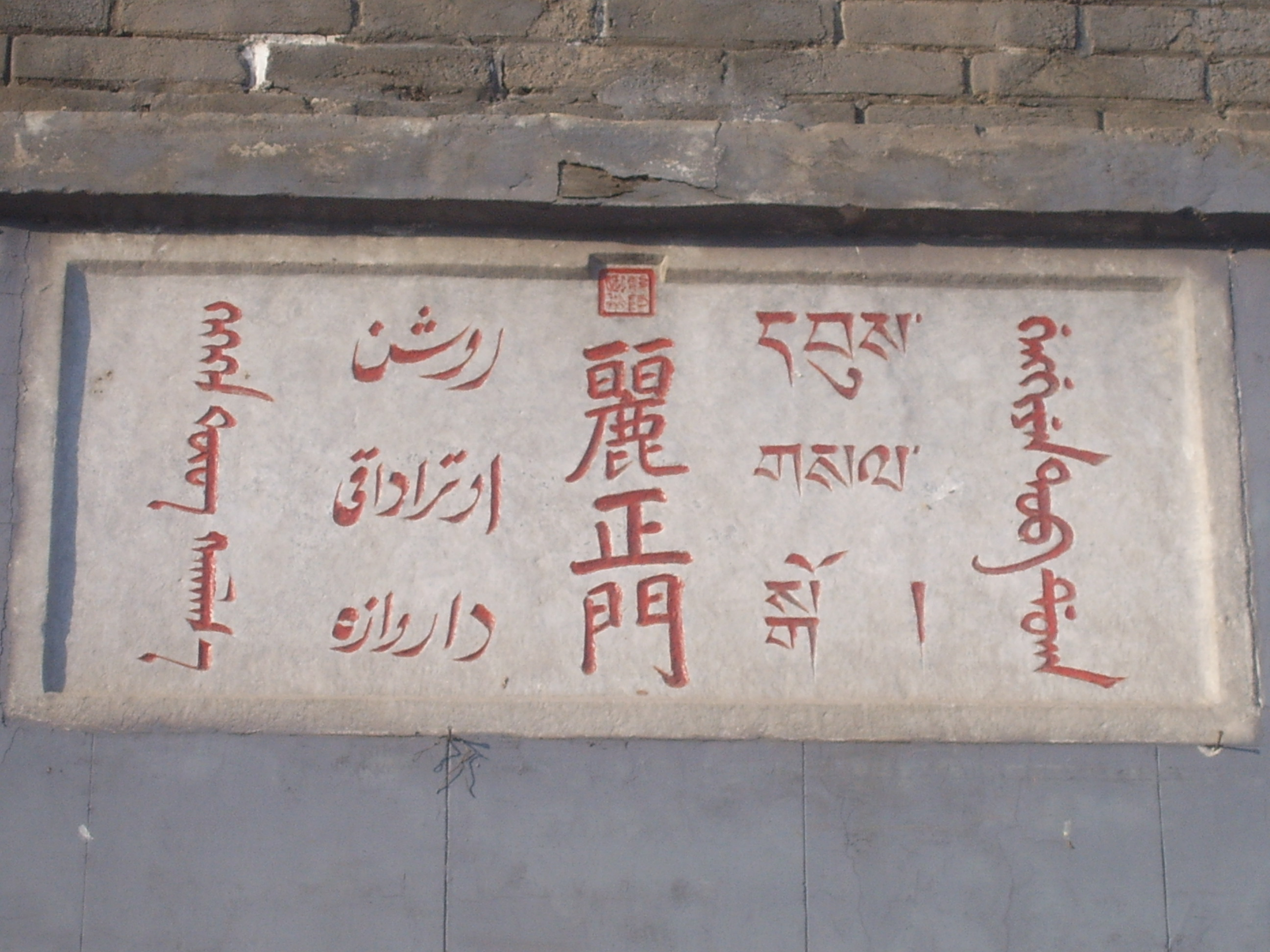
Inscription dans les cinq langues de la dynastie Qing, inscrites au fronton de la résidence de montagne de Chengde : nom de la « porte de la Beauté et de la Justice » écrit en mongol, ouïghour, chinois, tibétain et mandchou illustrant le caractère multiethnique de l'empire.

Les étapes de la conquête de la Chine du sud et de l'ouest par les mandchous qui ne s'achève complètement qu'en 1683.

Les premières années du règne de Shunzhi (1638-1661) sont marquées par la régence de son oncle, le prince Dorgon. Ce dernier prend soin de conserver la bureaucratie Ming, ce qui assure la stabilité du système politique Qing. Suivant l'exemple de Huang Taiji, il exerce un pouvoir fortement centralisé. Dans un premier temps les occupants mandchous maltraitent les populations hans. En juillet 1645, Dorgon émet un édit impérial imposant sous peine de mort aux Chinois hans l'adoption de la coiffure mandchoue, en se rasant le devant du crâne et en nouant les cheveux restants à l'arrière, sous forme de natte. Cette exigence, conçue comme un témoignage de loyauté, est vécue par une partie de la population chinoise comme une humiliation et provoque de violentes révoltes, qui sont réprimées dans le sang. Les fonctionnaires sont tenus d'adopter le costume mandchou. Entre 1645 et 1647 les Mandchous exproprient les paysans dans toute la Chine du Nord pour se constituer de vastes domaines exploités par d'anciens prisonniers et des paysans dépouillés de leur terre, qui sont traités comme des esclaves. Dans toutes les grandes villes en particulier, à Pékin, les Hans sont chassés de certains quartiers pour créer une enclave peuplée uniquement de Mandchous. Les mariages mixtes entre Hans et Mandchous sont interdits. L'installation de colons hans en Mongolie n'est plus autorisée pour préserver cette région de toute influence étrangère.

#### La difficile conquête de la Chine du Sud  (1644-1683)
Alors que la conquête de la Chine du Nord a été relativement rapide les Qing ont beaucoup plus de mal à s'imposer en Chine du Sud. Durant une quinzaine d'années plusieurs princes Ming opposent une résistance armée aux forces mandchous mais doivent se replier progressivement vers le Sud. Le dernier empereur Ming Yongli (1647-1660) parvient à reconquérir une partie de la Chine du Sud mais ses armées, minées par des dissensions entre ses généraux, sont finalement vaincues par les troupes mandchoues emmenées par Wu Sangui, un général han rallié. Yongli est capturé et exécuté en 1662. Si, sur le continent les Mandchous ne rencontrent désormais plus d'opposition, la résistance se poursuit désormais depuis la mer. Zheng Chenggong (Koxinga), un métis de chinois et de japonais qui pratique un mélange de piraterie et de commerce le long de la côte sud-est de la Chine, avait apporté son soutien aux représentants de la dynastie Ming en menant des raids contre les villes côtières occupées par les Mandchous. Pour lutter contre Koxinga les Mandchous prennent des mesures radicales en imposant en 1661 l'évacuation de la population de toutes les régions côtières depuis le Shandong jusqu'au Guangdong et en faisant raser les villes désertées. Cette décision, qui est une véritable tragédie pour les habitants concernés, crée une « nouvelle frontière à l'intérieur des terres ». Elle a également sans doute un impact à long terme en freinant le commerce extérieur de la Chine et en facilitant l'implantation des comptoirs par les puissances européennes en Asie orientale. Koxinga se réfugie en 1661 dans l'île de Taïwan, qu'il a repris aux hollandais. À sa mort en 1662, son fils reprend la lutte contre les Mandchous jusqu'à ce que ceux-ci organisent en 1683 une expédition qui parvient à reprendre l'île de Taïwan qui servait de base aux dernières forces de résistance. 
La conquête de la Chine du Sud a été effectué par des armées menées par des généraux hans ralliés. Occupant les postes de gouverneurs militaires des provinces côtières et du sud-ouest de la Chine, ils disposent de ressources considérables et gouvernent des provinces aux tendances autonomistes prononcées. En 1673, le plus puissant d'entre eux, Wu Sangui, qui contrôle directement les  provinces du Yunnan et du Guizhou et indirectement celles du Hunan, du Shaanxi et du Gansu, se proclame empereur des Zhou et est rejoint par deux autres gouverneurs militaires  Geng Jingzhong (en), et Shang Kexi (en). L'empereur mandchou doit affronte cette révolte des trois feudataires qui parvient presque à chasser les Qing en 1676 mais ceux-ci parviennent progressivement à retourner la situation. En 1677 certains généraux font leur soumission, tandis que Wu Sangui meurt la même année. Son petit-fils Wu Shifan, qui a repris la lutte, est acculé dans sa capitale à Kunming et se suicide en 1681. À cette date les tendances autonomistes de la Chine du Sud sont définitivement matées.

### Les premiers empereurs Qing
Le 31 décembre 1650, Dorgon meurt dans un accident de chasse et la régence passe aux mains de la mère de Shunzhi, l'impératrice douairière Xiao Zhuang. Le règne de Shunzhi (1638-1661) poursuit la politique de stricte limitation des contacts avec l'étranger introduite par les Ming. Mais les navires étrangers sont autorisés à pratiquer le commerce avec la Chine depuis le comptoir de Macao. En 1661, quelques années après avoir entamé son règne personnel, Shunzhi meurt, probablement de la variole, à l'âge de 24 ans. Son troisième fils Xuanye, âgé de sept ans, lui succède sous le nom de règne de Kangxi. Afin d'éviter une répétition de la régence de Dorgon, Shunzi désigne sur son lit de mort un conseil de régents, composé de quatre hauts fonctionnaires. Le pouvoir est néanmoins accaparé au fil du temps par l'un des régents, le chef militaire Oboi. 
En 1669, l'Empereur Kangxi, alors âgé de 15 ans, réalise un coup de force pour prendre personnellement le pouvoir, emprisonnant le régent Oboi. Le règne de l'Empereur Kangxi dure 61 ans et amène une progressive stabilisation du pays. La Chine doit encore, au début de son règne, affronter de nombreux conflits internes et externes : plusieurs affrontements militaires opposent la Russie et la Chine entre les années 1650 et 1680.  En 1689, le traité de Nertchinsk est conclu avec la Russie, mettant un terme aux conflits entre les deux pays, établissant entre eux des relations commerciales et écartant la menace russe sur la Mandchourie. L'Empereur doit également gérer les relations avec les différents seigneurs mongols : en 1696, il prend personnellement la tête d'une campagne militaire contre les Dzoungars. La rébellion des Dzoungars continue dans les années suivantes ; ils s'emparent de Lhassa en 1717, la ville n'étant reprise qu'en 1720. La Chine poursuit son expansion, imposant au fil des décennies son protectorat au Tibet, à la Mongolie et au Xinjiang.
Progressivement s'opère une fusion des coutumes mandchoues et hans sur tous les plans culturels, vestimentaires ou culinaires. L'Empire Qing adopte une politique autocratique sur le plan culturel, censurant de manière rigoureuse les œuvres littéraires et punissant tout auteur soupçonné de critiques politiques, même voilées. Une importante action est cependant menée pour préserver le patrimoine littéraire chinois, établissant une vaste collection de livres anciens ; la censure politique n'est cependant pas absente de ce travail patrimonial, certaines œuvres anciennes étant détruites si leur contenu déplait au pouvoir politique.
Sous Kangxi, la cour impériale se montre favorable aux contacts avec l'étranger en accueillant de nombreux savants jésuites, qui occupent des fonctions de conseillers techniques, notamment dans les domaines de l'astronomie, de la cartographie ou de l'artillerie ; le père Antoine Thomas est un conseiller de l'Empereur Kangxi. La prédication chrétienne progresse en Chine, mais est interrompue du fait du pape Clément XI en 1704, lors de la querelle des rites. Kangxi finit par interdire la prédication en 1721. En 1724, Yongzheng, le successeur de Kangxi, proscrit à nouveau la prédication et bannit les missionnaires.
- Portrait des empereurs Qing du xviiie siècle

Portrait des empereurs Qing du XVIIIe siècle
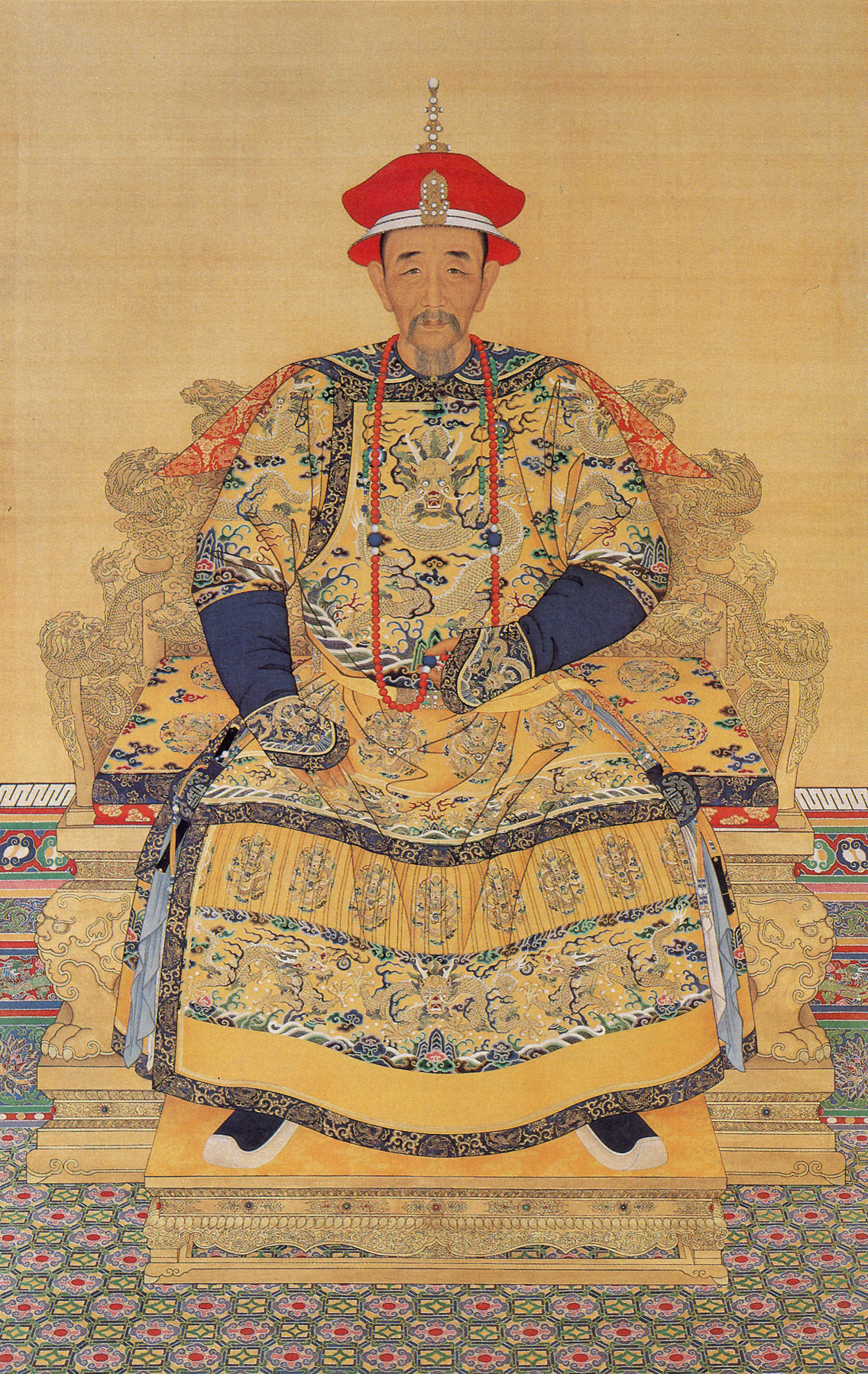
L'empereur Kangxi.
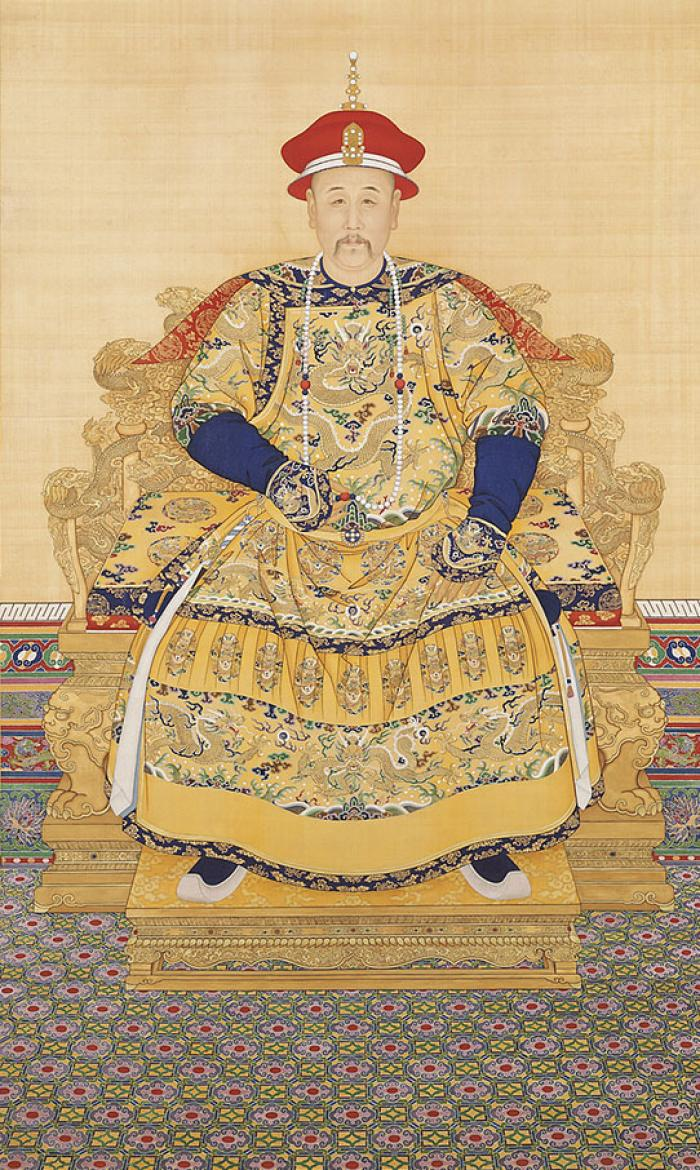
L'Empereur Yongzheng.
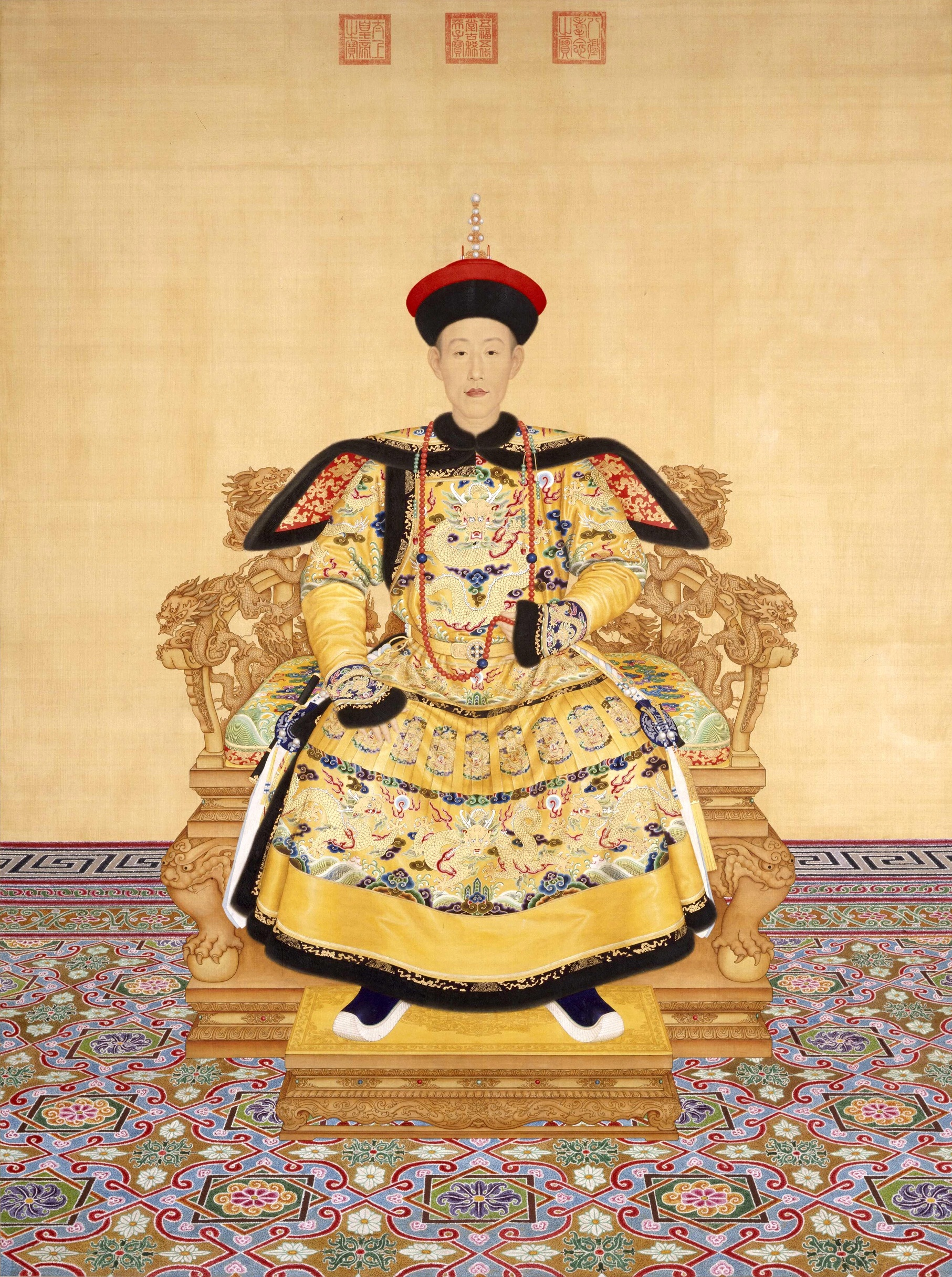
L'Empereur Qianlong.

### Apogée des Qing: les règnes de Yongzheng et Qianlong (1723-1796)

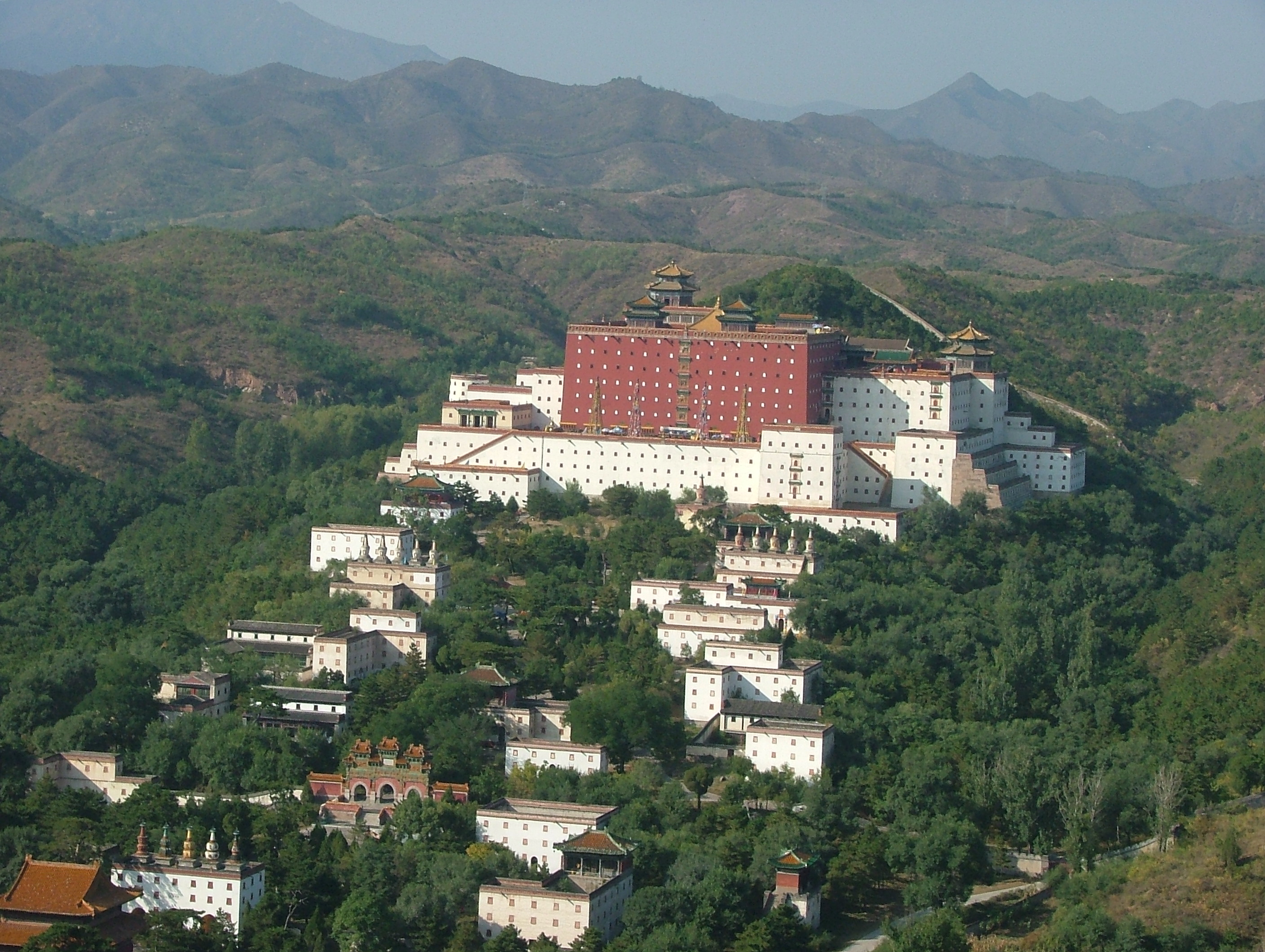
L'énorme temple de Putuo Zongcheng à Chengde, construit vers 1760 sur le modèle du palais du Potala, sanctuaire des dalaï-lamas, traduit l'importance du bouddhisme tibétain pour les empereurs Qing au XVIIIe siècle.

Durant les règnes de Yongzheng (de 1723 à 1735) et de Qianlong (1735-1796) l'Empire Qing est au zénith de sa puissance. Celui-ci s'étend alors sur 13 millions de kilomètres carrés (la Chine moderne compte 9,736 millions km²). Administrateur autoritaire, Yongzheng réforme l'examen impérial et réprime la corruption financière et le trafic des pièces chez les fonctionnaires. En 1733 l'Empereur crée le Grand Conseil, un organe de décision restreint à une poignée de conseillers dont le domaine d'intervention limité initialement aux opérations militaires est étendu à l'ensemble des affaires de l'Empire. À la mort de Yongzheng, son fils Hongli lui succède sous le nom de règne de Qianlong. Général compétent, il mate des révoltes dans le Xinjiang, au Tibet, dans le Sichuan et en Mongolie.
En 1788 et 1791, les Gurkhas (venant de l'actuel Népal), envahissent le Tibet. Celui-ci, incapable de se libérer par lui-même, demande l'aide de Qianlong, qui y envoie des armées pour rétablir le dalaï-lama, il lui associe alors un résident qing (Amban) et une garnison. En 1792, il émet un décret en 29 points qui resserre le contrôle chinois sur le Tibet. La monnaie tibétaine jusqu'alors produite au Népal est dès lors produite dans une province tibétaine, le Kongpo, sous tutelle chinoise.
La paix intérieure, les progrès de l'agriculture et la prospérité générale sont sans doute les raisons principales de la croissance démographique au XVIIIe siècle. Cette population croît alors beaucoup plus vite qu'en Europe. Alors qu'en 1750 l'Europe compte 144 millions d'habitants, et 193 en 1800, tandis que la Chine passe de 143 millions en 1741 à 200 en 1762 et 360 en 1810. La population doubla en l'espace de cinquante ans pour atteindre environ trois cents millions d'habitants à la fin du XVIIIe siècle. Cette croissance serait de l'ordre de 80 % sur l'ensemble du XVIIIe siècle. Elle est favorisée par un très bon rendement des terres, à l'apogée des techniques agricoles chinoises,.
Le règne de Qianlong est cependant marqué par un développement de la corruption chez les fonctionnaires impériaux. Déclenchée en 1796, la révolte des mouvements désignés sous le nom collectif de secte du lotus blanc, combine des revendications contre les impôts et un sentiment anti-mandchou ; le mouvement met huit ans à être maté, au cours d'un conflit qui se solde par environ 16 millions de morts.
La Chine poursuit entre-temps sa politique de fermeture à l'étranger. En 1793, la mission diplomatique de George Macartney, envoyée par le royaume de Grande-Bretagne, échoue à établir une ambassade permanente à Pékin comme à obtenir une libéralisation des échanges commerciaux entre les deux pays. La Chine retarde ainsi le moment de son contact avec l'Occident. Malgré l'interdiction, le christianisme continue d'être diffusé en Chine, via Canton et Macao.

### L'origine du déclin des Qing
A la fin du 18e siècle et au début du siècle suivant, le pouvoir des Qing commence à être confronté  à une dégradation du climat politique et social en Chine ainsi qu'à la multiplication des conflits dans les régions périphériques qui vont s'amplifier au cours du  19e siècle. Les multiples guerres très couteuses que  Qialong a mené aux marges de l'Empire (Népal, Birmanie, Sichuan occidental)  et la multiplication des traitements de faveur et des pensions qui vident les caisses et entrainent une augmentation des impôts, la corruption de l'administration en forte accélération et les exactions des armées menées par Heshen et chargées de réprimer les soulèvements entrainent un mécontentement croissant de la population. Dans la deuxième moitié de son règne Qialong, à compter de 1775, mène une politique de plus en plus autocratique, inadaptée à la taille et à l'hétérogénéité de la Chine. La corruption généralisée entraine un détournement des fonds affectés à l'entretien des digues, qui jouent un rôle vital pour les populations locales, et le fleuve Jaune connait sept inondations catastrophiques entre 1798 et 1820. L'inondation de 1855 s'accompagne du déplacement de l'embouchure de plusieurs centaines de kilomètres vers le Nord.

### Intervention croissante des puissances étrangères

Bataille de la première guerre de l'opium ; lithographie britannique de 1843.

La fin des guerres napoléoniennes permet l'expansion impériale britannique, et entraîne une augmentation du commerce mondial, la Chine offrant un immense marché à conquérir. Le commerce avec l'Occident augmente, les lourdes restrictions imposées par les Chinois suscitant des préoccupations et des tensions accrues. La grande demande en Occident pour des produits chinois comme la soie, le thé ou la céramique représente un problème pour les commerçants européens, les Chinois n'acceptant de paiement qu'en argent. À partir des années 1830, les commerçants européens font pression sur leurs gouvernements pour obtenir un relâchement des restrictions draconiennes posées aux échanges avec la Chine. La seule exportation que les Occidentaux arrivent à imposer en Chine est l'opium en contrebande. La lutte des autorités impériales contre ce trafic de drogue aggrave les tensions et aboutit à un conflit ouvert entre la Chine et le Royaume-Uni : l'action du commissaire impérial Lin Zexu contre l'importation illégale d'opium entraîne la mise sur pied d'une armada britannique, qui intervient en Chine et parvient à vaincre avec une certaine facilité des troupes chinoises pourtant très supérieures en nombre. La Chine est contrainte de signer le 29 août 1842 le traité de Nankin, premier d'une série de « traités inégaux » : l'Empire cède Hong Kong aux Britanniques, tout en concédant l'ouverture de cinq ports au commerce international. L'humiliation inattendue de la Chine, sur les plans militaire et politique, contribue à entamer très nettement le prestige des Qing.

### Les révoltes populaires de la deuxième moitié du19esiècle

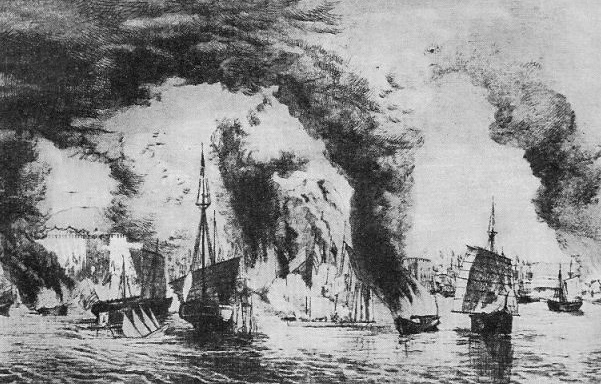
Bataille navale sur le Yangtsé entre les Qing et les Taiping.

En sus de son humiliation sur le plan international, l'Empire Qing est affaibli sur le plan intérieur par une succession de révoltes. Les catastrophes naturelles viennent aggraver les tensions sociales : le Sichuan connaît une terrible famine de 1839 à 1841, de même que le Hunan en 1851. La crue du Yangzi Jiang en 1849 provoque des inondations. En 1851 et 1855, le fleuve Jaune sort de son lit, noyant des milliers de personnes, et contribuant à provoquer la révolte des Nian. Déclenchée en 1851, la révolte des Taiping, menée par Hong Xiuquan, rebelle converti à une forme personnelle de christianisme, aboutit à la création d'une monarchie s'opposant à celle des Qing, le « Royaume céleste de la Grande paix ». L'empire de Chine, aidé du Royaume-Uni et de la France mate finalement la rébellion en 1864, au bout d'un conflit particulièrement long et meurtrier ayant fait entre 20 et 30 millions de morts.

Drapeau impérial, adopté en 1862.

### Seconde guerre de l'opium (1856-1857)

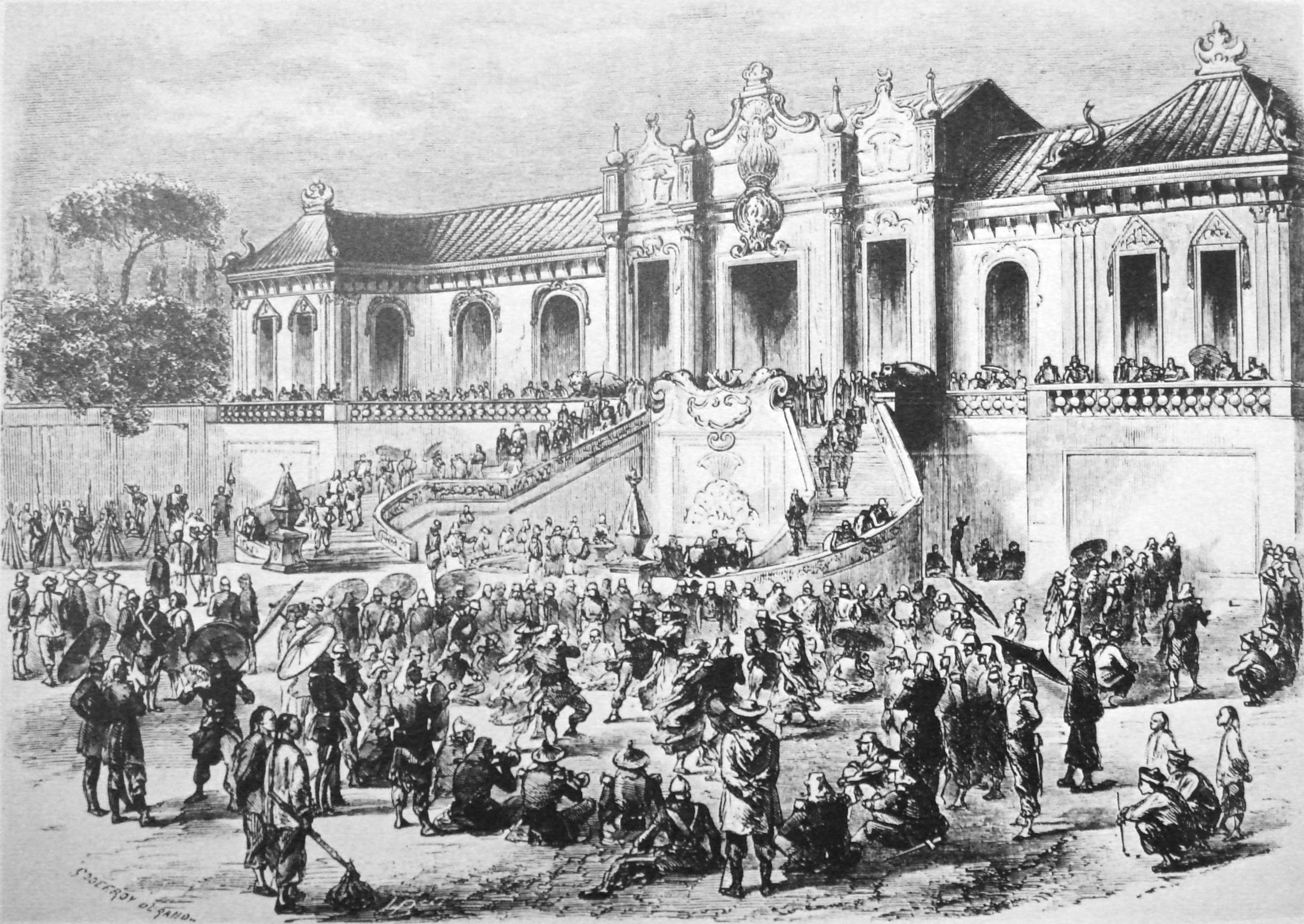
Pillage de l'ancien palais d'été en 1860.

La Chine est contrainte de signer avec les puissances occidentales une série de traités qui libéralisent les relations commerciales, tout en établissant progressivement des concessions étrangères : en 1843, le traité de Huangpu accorde à la France des droits équivalents à ceux que le Royaume-Uni avait obtenus par le traité de Nankin. Le traité de Wangxia accorde en 1844 des droits commerciaux aux États-Unis tout en proscrivant le commerce de l'opium.
Les revendications des pays occidentaux portant sur la sécurité de leurs marchands et de leurs missionnaires aboutissent en 1856-1857 à de nouvelles interventions militaires, désignées sous le nom collectif de seconde guerre de l'opium : l'arraisonnement du navire de commerce Arrow conduit à l'intervention du Royaume-Uni, et l'exécution du missionnaire Auguste Chapdelaine, à celle de la France. L'Empire Qing, déjà en grande difficulté face à la révolte des Taiping, n'est pas en mesure de résister. Les troupes chinoises sont à nouveau battues et les Qing doivent accepter le traité de Tianjin qui impose l'ouverture de onze nouveaux ports chinois aux étrangers, autorise la présence de délégations étrangères à Pékin et l'activité des missionnaires chrétiens et légalise l'importation de l'opium. L'empire russe obtient également la signature du traité d'Aigun, qui révise le traité de Nertchinsk et lui permet de modifier le tracé la frontière russo-chinoise à son avantage, en annexant plus de 600 000 km² de territoires situés au nord du fleuve Amour.
En 1860, les réticences chinoises à ratifier le traité de Tianjin entrainent une nouvelle intervention franco-anglaise, qui se solde par une nouvelle défaite chinoise. Après avoir écrasé les troupes chinoises à la bataille de Palikao, les troupes françaises et anglaises pillent et incendient le palais d'été, tandis que l'Empereur Xianfeng est contraint à la fuite. La Chine est obligée de signer la convention de Pékin.

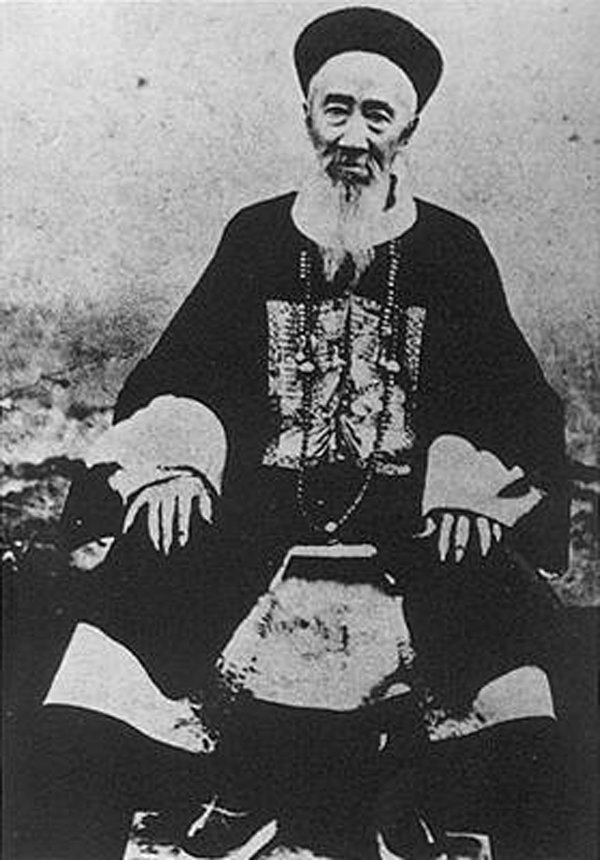
Zhang Zhidong, artisan du Mouvement d'auto-renforcement.

### Tentatives de réforme
L'Empereur Xianfeng meurt en 1861 : son successeur, Tongzhi, est un enfant de cinq ans. Un coup d'État mené par l'impératrice douairière Cixi (Ts'eu-hi), ancienne concubine de Xianfeng et mère du nouvel Empereur, écarte le conseil des huit régents. La régence est assurée par elle-même, ainsi que par Yixin, le Prince Gong, frère de Xianfeng, et l'impératrice douairière Ci'an, autre ancienne concubine de l'Empereur défunt. Le Zongli Yamen, l'équivalent d'un ministère des Affaires étrangères, est créé. Tandis que le Prince Gong tente d'améliorer les relations avec les puissances occidentales, de hauts fonctionnaires impériaux, comme Zhang Zhidong ou Li Hongzhang se font les avocats d'une modernisation du pays, en intégrant les leçons et la technologie occidentales pour renforcer la Chine. Armes et machines occidentales sont acquises, tandis que des usines à l'occidentale sont construites et que des militaires étrangers sont engagés pour entraîner l'armée chinoise. Ce mouvement, désigné sous le nom d'« Auto-renforcement » (自強運動) prône également la mise sur pied de forces terrestres et navales modernes, celles d'écoles techniques, la création de bureaux de traduction, ainsi que la traduction et la diffusion en Chine des ouvrages scientifiques occidentaux. La Chine doit également s'ouvrir aux cultures extérieures en envoyant ses élèves étudier à l'étranger.
Les industries militaires créées par les partisans de la réforme souffrent cependant de la sclérose administrative de l'Empire, qui se traduit par un personnel pléthorique. La construction et l'installation des équipements sont également totalement dépendantes de l'étranger, traduisant l'insuffisance de capitaux et le manque de ressources logistiques du pays.
Entre 1872 et 1885, les entreprises se développent grâce à des capitaux propres privés, dans des domaines aussi variés que l'industrie de la soie, la navigation marchande à vapeur ou l'exploitation des mines de charbon. Ces industries connaissent une certaine prospérité, mais n'ont que peu d'effet sur l'ensemble de l'économie nationale, le pouvoir central y voyant avant tout une source de recettes fiscales ; les entreprises chinoises modernisées doivent en outre faire face à la concurrence des produits étrangers importés, favorisés par les traités inégaux, et à la production des entreprises étrangères implantées en Chine avec une main-d'œuvre locale, et disposant du réseau financier de plus d’une dizaine de banques étrangères.

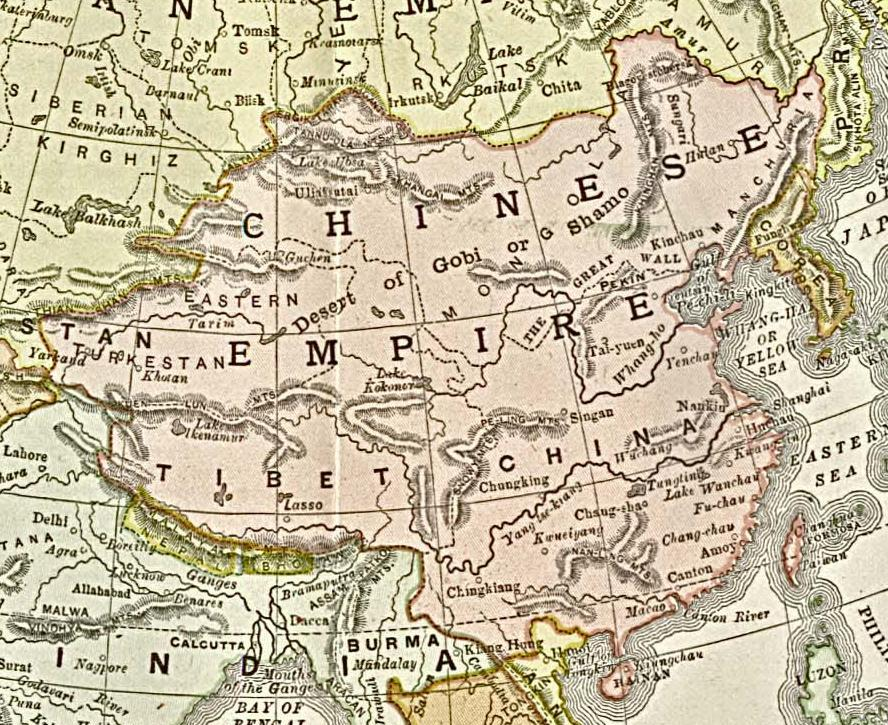
La Chine des Qing en 1882.

### Nouvelles défaites

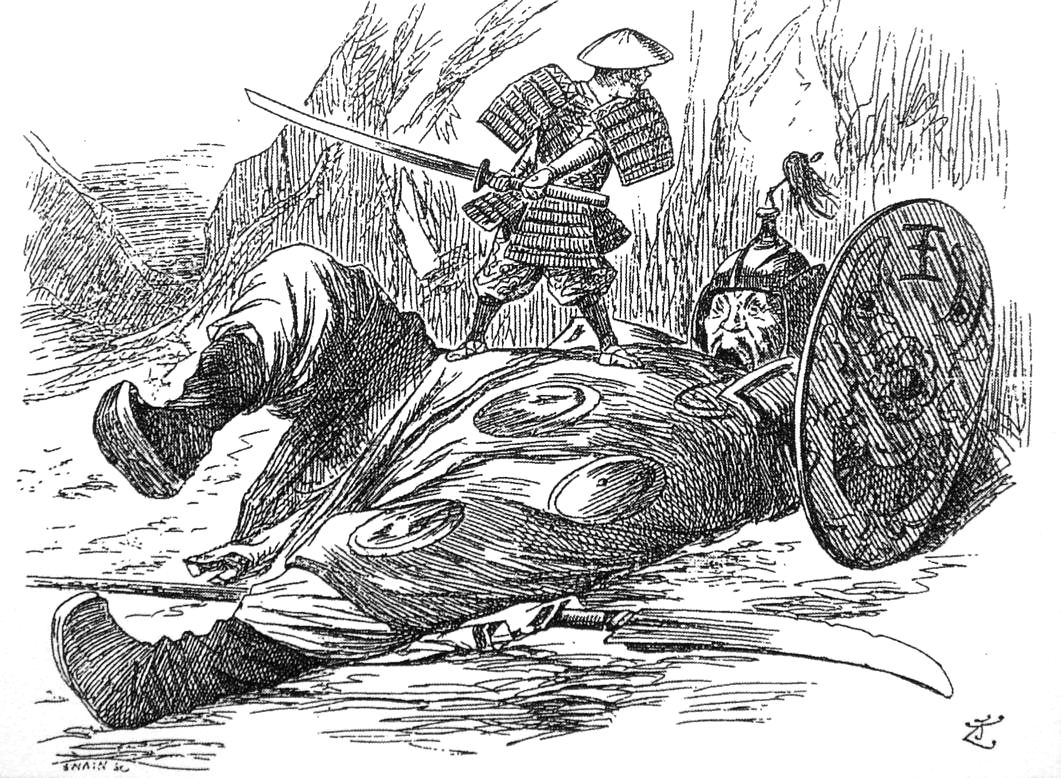
Dessin politique britannique de 1894 : le « petit » Japon triomphe de la « grande » Chine.

La conquête française de l'Indochine et le litige sur la circulation dans le fleuve Rouge aboutissent à un conflit entre la Chine et la France. La flotte française commence par aller couler, dans leur port d'attache, les navires de guerre flambant neufs que la Chine venait de lui acheter. Malgré des succès militaires chinois, les Français remportent finalement la victoire, la Chine reconnaissant par le traité de Hué (1883) le protectorat français sur l'Annam et le Tonkin.

### Guerre sino-japonaise (1894-1895)
Avec l'ère Meiji, l'empire du Japon a, contrairement à la Chine, réussi son ouverture au monde extérieur et sa transformation en nation industrialisée moderne. Le Japon annexe en 1879 le royaume de Ryūkyū (archipel situé entre le Japon et Taiwan), jusque là sous suzeraineté chinoise. Intervenant en Corée, les Japonais battent les Chinois en 1895, les contraignant à signer le traité de Shimonoseki. La Chine perd sa suzeraineté sur la Corée, tandis que le Japon annexe Taïwan. La défaite de la Chine face au Japon, considéré jusque-là comme une puissance secondaire, est une humiliation considérable pour le pouvoir Qing.

### Sclérose du pouvoir central et mouvements d'insurrection

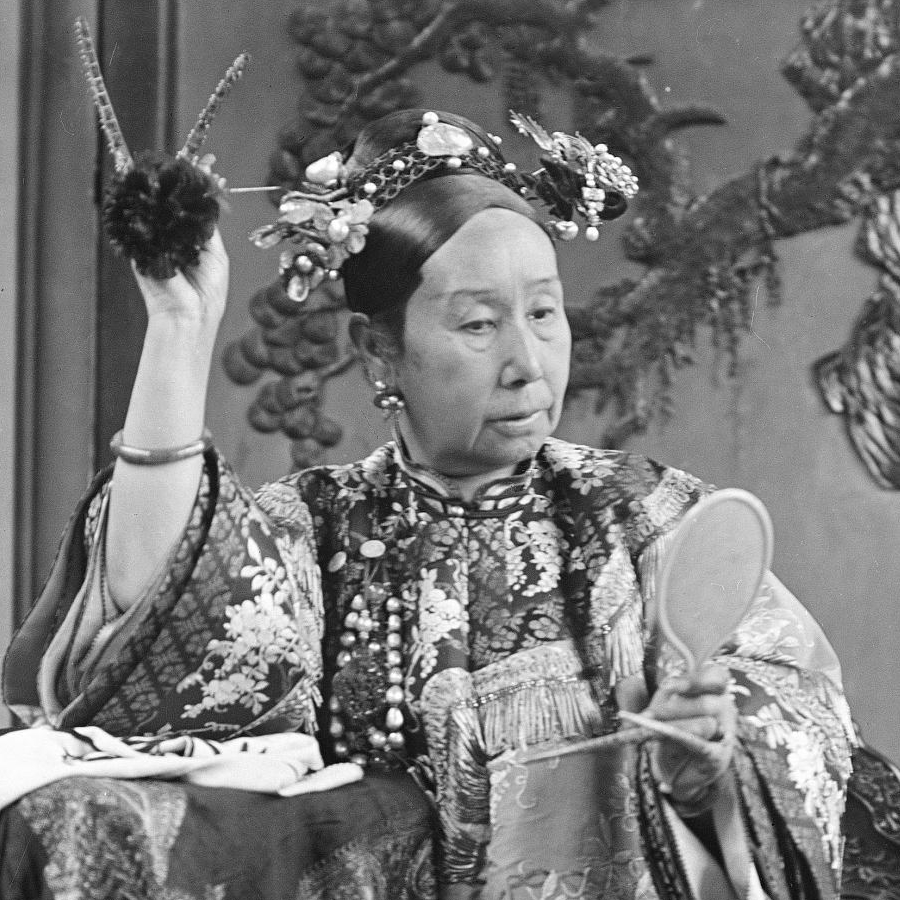
L'impératrice Cixi.

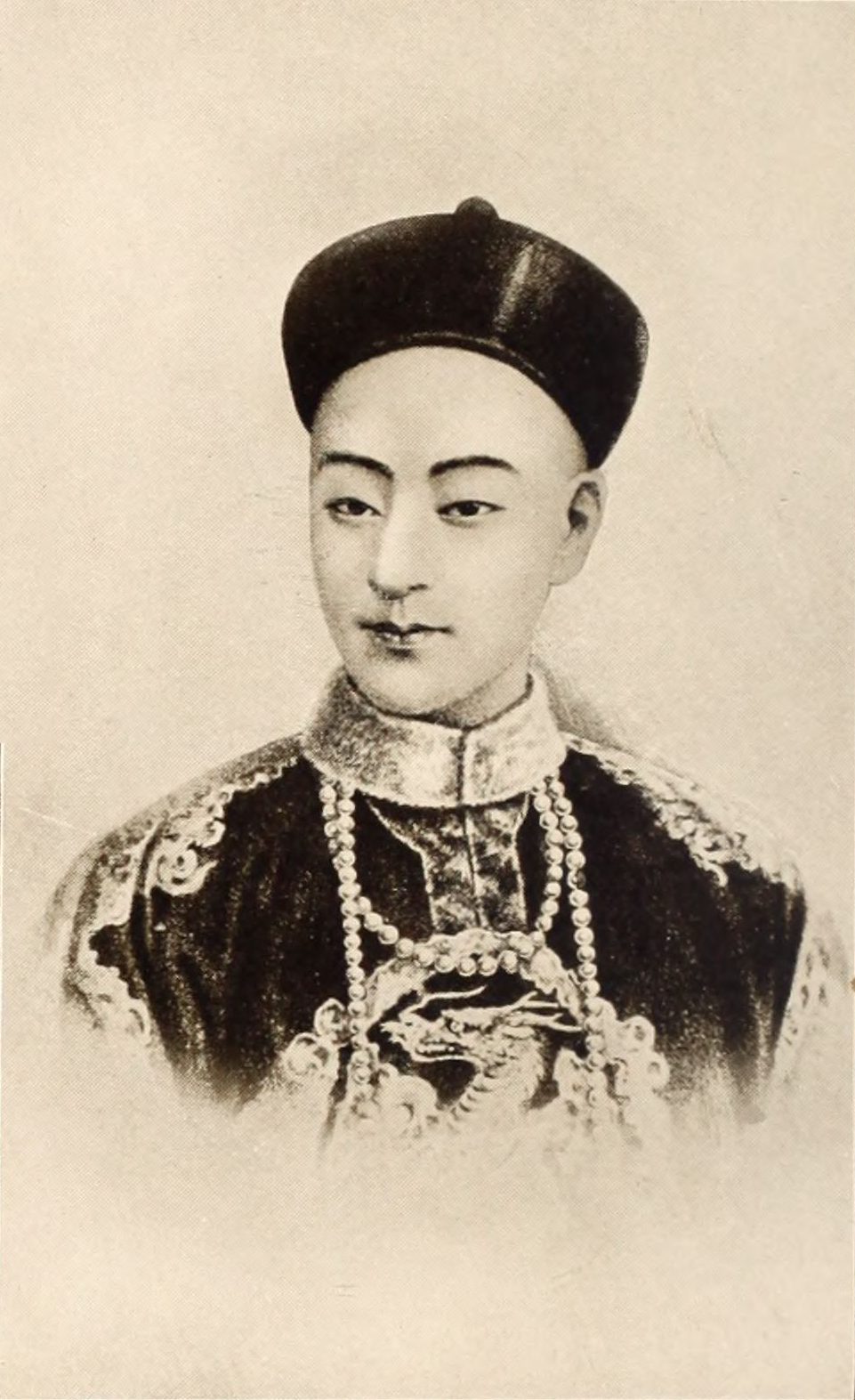
L'Empereur Guangxu, âgé d'une vingtaine d'années.

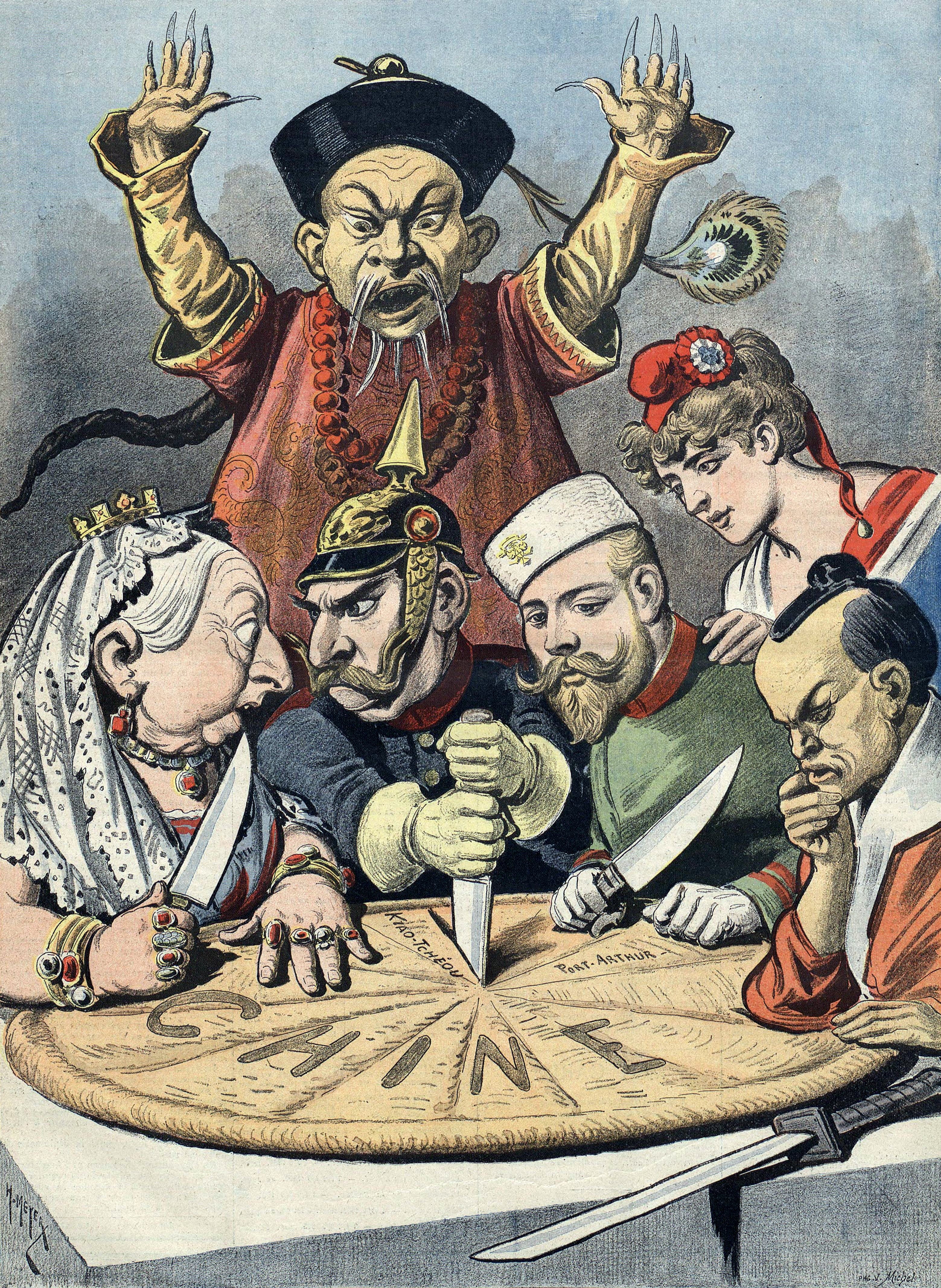
Caricature politique française montrant le partage de la Chine entre les puissances étrangères (fin des années 1890).

À la mort prématurée, en 1875, de son fils l'Empereur Tongzhi, l'impératrice douairière Cixi favorise la montée sur le trône de son neveu Guangxu, alors âgé de trois ans. L'éviction du prince Yixin et la mort de l'impératrice douairière Ci'an laissent en 1881 Cixi seule régente de l'Empire. La corruption se généralise dans l'administration impériale ; l'Empire est militairement affaibli par la perte de sa flotte modernisée dans la guerre contre le Japon ; la domination des puissances étrangères sur la Chine rend de plus en plus évidente l'arriération technique et politique de la Chine. Le pouvoir chinois tente d'améliorer la situation en modernisant son armée, créant la Nouvelle Armée, équipée et organisée à l'occidentale, et placée sous le commandement de Yuan Shikai.
Dans les années 1890, les mouvements nationalistes opposés tant à l'impérialisme étranger qu'à l'empire mandchou se développent, comme le Xingzhonghui (Société pour le redressement de la Chine ou Association pour la renaissance de la Chine) fondé à Honolulu en 1894 par Sun Yat-sen, ou le Huaxinghui (Société pour faire revivre la Chine), fondé par Huang Xing.

### Réforme des Cent Jours (1898)
En 1898, l'Empereur Guangxu accorde une audience au lettré réformateur Kang Youwei et se rallie à ses idées : un audacieux programme de modernisation politique et administrative de la Chine est aussitôt lancé, incluant une réforme en profondeur du système éducatif et l'adoption d'une constitution. Cette réforme se heurte cependant rapidement à l'opposition du camp conservateur, représenté par Cixi : cette dernière, avec l'aide du général Ronglu et bénéficiant de l'assentiment de Yuan Shikai, réalise un coup d'État, s'emparant à nouveau de la réalité du pouvoir, au détriment de son neveu. L'Empereur est déclaré incapable de régner et enfermé dans son propre palais, tandis que les réformateurs sont réprimés.

### Révolte des Boxers (1899-1901)
À partir de 1898, un ensemble de sociétés secrètes mystiques et nationalistes, bientôt désignées sous le nom collectif de Poings de la justice et de la concorde (ou « Boxers », soit en français Boxeurs) agissent contre les étrangers, les symboles de modernité et les chrétiens chinois, multipliant les attaques et les meurtres. Les éléments les plus conservateurs de la cour impériale, comme le prince Duan leur apportent bientôt leur soutien, malgré l'opposition d'autres officiels comme Yuan Shikai. L'impératrice Cixi est convaincue à son tour de soutenir les Boxers, vus comme des armes contre la domination étrangère. Les autorités impériales laissent les Boxers envahir Pékin et assiéger les légations étrangères, provoquant une réaction des Occidentaux et des Japonais. Les puissances étrangères forment l'Alliance des huit nations qui intervient militairement en Chine : en réaction, la cour impériale déclare la guerre à la coalition, mais subit une défaite militaire, tandis que les Boxers sont dispersés. Les autorités qing se retournent contre leurs alliés et participent à la répression menée contre les Boxers ; la Chine doit cependant signer le protocole de paix Boxer et payer de lourds dommages de guerre, cette nouvelle humiliation s'ajoutant au discrédit de la cour.

### Chute de la dynastie (1911)

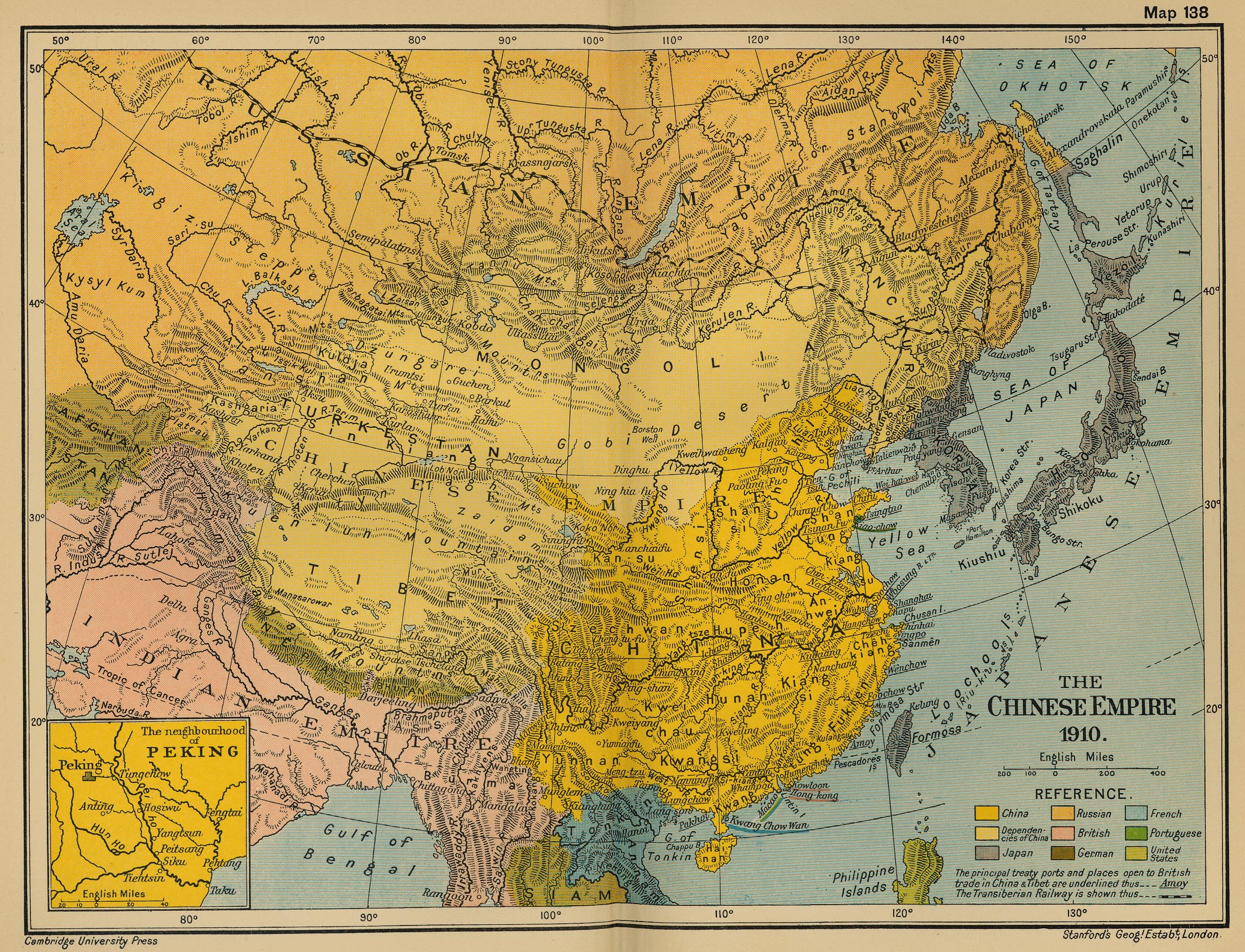
Carte de l'Empire chinois en 1910 par Cambridge University Press, publié en 1912 dans The Cambridge Modern History Atlas. La Chine est représentée en jaune vif, les dépendances de la Chine (dont le Tibet) en jaune clair.

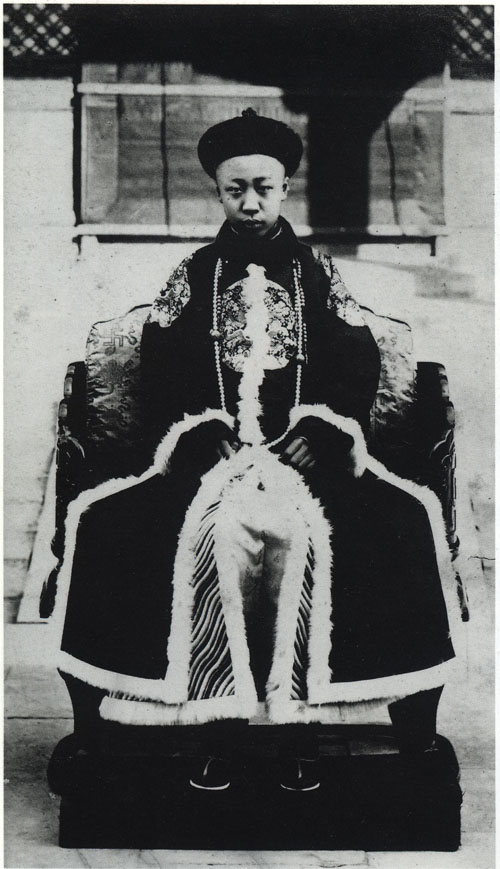
Puyi.

Dans les premières années du XXe siècle, des réformes sont entreprises pour tenter de sauver le système impérial : la suppression de l'examen impérial en 1905 représente un bouleversement majeur dans l'ordre social et politique du pays. Les réformes viennent cependant trop tard, et ne sont pas toutes achevées lors de la chute des Qing. En 1908, Puyi, âgé de moins de trois ans, est choisi par Cixi pour succéder à Guangxu. Les décès successifs, en quarante-huit heures, de Guangxu et de Cixi, laissent un enfant à la tête de l'Empire. La régence est assurée par le père de Puyi, Zaifeng (second Prince Chun). La cour impériale s'avère à nouveau incapable de répondre à la gravité de la situation du pays, mécontentant les milieux d'affaires en voulant nationaliser les chemins de fer, ou tardant à réagir aux désastres causés par la crue du Yangzi Jiang. À la mi-1911, le régent crée un cabinet ministériel majoritairement composé de nobles mandchous issus du clan Aisin Gioro, suscitant l'irritation d'une partie des élites.
Le 10 octobre 1911, le soulèvement de Wuchang constitue le signal du déclenchement de la révolution Xinhai, menée notamment par les membres du Tongmenghui ; les provinces passent l'une après l'autre sous le contrôle des insurgés. Le 1er janvier 1912, la république de Chine est proclamée, avec Sun Yat-sen comme président provisoire. Le premier ministre Yuan Shikai, ayant reçu des insurgés la promesse de la présidence de la République, parlemente avec la famille impériale et obtient de l'impératrice douairière Longyu la signature de l'acte d'abdication de Puyi. Le 12 février 1912, l'édit impérial annonçant l'abdication est publié, mettant un terme au règne de la dynastie Qing comme à l'empire chinois.
Quelques années plus tard, le 1er juillet 1917, le seigneur de la guerre Zhang Xun, ayant investi Pékin, décréta la restauration de Puyi avec le soutien de Kang Youwei ; cette tentative échoue cependant, et le 13 juillet, Duan Qirui décrète à nouveau la déposition de Puyi. Ce dernier est, des années plus tard, remis au pouvoir par les Japonais, mais sur le trône de l'état fantoche du Mandchoukouo dans le nord-est de la Chine.

## Gouvernement
Les premiers empereurs Qing reprennent les structures et les institutions bureaucratiques créées par les Ming, mais divisent le pouvoir entre Hans et Mandchous, certains postes étant également attribués aux Mongols. Comme dans les dynasties précédentes, les Qing recrutent les fonctionnaires par le système des examens impériaux jusqu'à ce que celui-ci soit aboli en 1905. Les Qing divisent les emplois en postes civils et militaires, chacun comportant neuf grades  subdivisés en deux catégories a et b. Les postes civils vont du serviteur de l'empereur ou grand secrétaire de la Cité interdite (grade le plus élevé 1A) aux percepteur d'impôts de préfecture, directeur adjoint de prison, commissaire de police adjoint ou un contrôleur des impôts (9b). Les postes militaires vont du maréchal ou chambellan de la garde du corps impériale au sergent de troisième classe, caporal ou soldat de première ou de deuxième classe.
Pour sa relation avec les autres nations, la dynastie Qing tente de maintenir le système tributaire traditionnel de la Chine mais au 19e siècle les Qing adoptent le système de relations avec les pays étrangers mis en œuvre par une partie des États souverains européens et maintient des relations diplomatiques officielles avec plus de vingt pays à travers le monde jusqu'à sa chute. À compter des années 1870  il crée dans ces pays des légations et des consulats.

### Administration centrale
Durant la dynastie Qing, le gouvernement est centré sur l'empereur qui dispose d'un pouvoir absolu et qui préside les six ministères constituant l'administration centrale,. Chaque ministère est dirigé par deux présidents assistés de quatre vice-présidents. Mais contrairement à ce qui se passait sous les Ming, la présence des conquérants mandchous est imposée au niveau de tous les postes de décision : ainsi les nominations sont réparties entre les nobles mandchous et les fonctionnaires Han ayant réussi les plus hauts niveaux des examens d'État. Le Grand Secrétariat, qui avait été un organe décisionnel important sous les Ming, perd de son importance sous les Qing et est transformé en chancellerie impériale. Ces institutions héritées des Ming forment le noyau de la « Cour extérieure » des Qing, qui s'occupe des affaires courantes et est installée dans la partie sud de la Cité interdite.
Pour éviter que le contrôle de la gestion de l'empire ne devienne un processus routinier, les empereurs Qing veillent à ce que toutes les questions importantes soient décidées dans la « Cour intérieure », qui est dominée par la famille impériale et la noblesse mandchoue. Celle-ci est installée dans le partie nord de la Cité Interdite. L'institution centrale de la cour intérieure est le Grand Conseil. Il est créé dans les années 1720 sous le règne de l'empereur Yongzheng pour gérer les campagnes militaires Qing contre les Mongols, mais se trouve rapidement chargé d'autres fonctions militaires et administratives, permettant de concentrer les décisions entre les mains de l'empereur. Les grands conseillers forment une sorte de conseil privé auprès de l'empereur.
Dès le début de la dynastie Qing, le gouvernement central est caractérisé par un système de double nomination dans lequel chaque poste est simultanément attribué à un Mandchou et à un Chinois Han. Le Han est chargée de faire le travail de fond tandis que le Mandchou s'assure de la loyauté du Han vis-à-vis des Qing. Le gouvernement Qing est une monarchie absolue jusqu'au début du 20e siècle, date à partir de laquelle elle se transforme progressivement en une monarchie constitutionnelle avec la création d'organismes gouvernementaux tels que le Conseil consultatif et en organisant des élections parlementaires (1909) pour préparer un gouvernement constitutionnel,.
Il existe également une autre institution gouvernementale, le Département de la Maison Impériale, qui est propre à la dynastie Qing. Celui-ci est créé avant la chute des Ming, mais ne prend de l'importance qu'à compter de 1661 à la suite de la mort de l'empereur Shunzhi et de l'avènement de son fils, l'empereur Kangxi. L'objectif initial de ce département est de gérer les affaires intérieures de la famille impériale et les activités du palais intérieur (tâches pour lesquelles il remplace en grande partie les eunuques), mais il joue également un rôle important dans les relations des Qing avec le Tibet et la Mongolie, est engagé dans des activités commerciales (jade, ginseng, sel, fourrures, etc.), dirige des usines textiles dans la région de Jiangnan et publie même des livres. Ses relations avec les surintendants du sel et les marchands de sel, tels que ceux de Yangzhou, sont particulièrement lucratives, d'autant plus qu'elles sont directes ne subissent par les prélèvements des structures bureaucratiques intermédiaires. Le département était dirigé par un Booi, ou «serviteur-lige», des Trois Bannières Supérieures. Au 19e siècle, le Département de la Maison Impériale gère les activités d'au moins 56 sous-départements,.

### Administration militaire

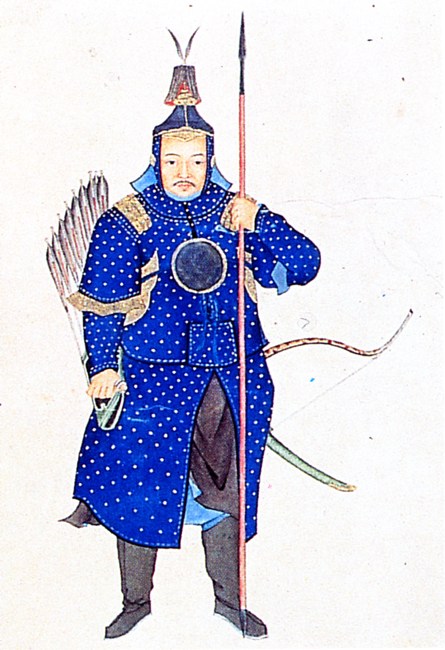
Officier de l'armée des Qing durant le règne de Qianlong (fin du XVIIe siècle).

Drapeau de l'Armée de l'Étendard Vert.

La dynastie Qing prend le pouvoir grâce à ses conquêtes militaires et une fois en place elle maintient une force armée conséquente. Les empereurs organisent et dirigent personnellement les armées : tout au long de la dynastie Qing la légitimité culturelle et politique du régime découle de sa capacité à défendre le pays contre les invasions et à étendre son territoire. Par conséquent, les institutions militaires jouent un rôle central dans le succès initial de la dynastie mais sont également à l'origine de son déclin final. L'organisation militaire initiale est centrée sur les Huit Bannières, une institution hybride qui joue également des rôles sociaux, économiques et politiques. Les bannières sont développées de manière informelle dès 1601 et officialisées en 1615 par Nurhaci (1559-1626), le fondateur de la dynastie Qing. Son fils Hong Taiji (1592-1643)  crée huit bannières mongoles calquées sur les bannières Mandchous et huit bannières Han » ( Hànjun) constituées de Hans qui se sont rendus aux Qing avant que la conquête de la Chine proprement dite débute officiellement (1644). Les troupes chinoises Ming qui se rendent aux Qing après 1644 forment l' Armée de l'Étendard Vert, un corps dont les effectifs finissent par surpasser celle des bannières dans un rapport de trois à un.
L'utilisation de la poudre à canon durant la période la plus faste de la dynastie Qing (de la fin du 17e siècle jusqu'à la fin du 18e siècle  lui permet de rivaliser en puissance avec les trois empires d'Asie occidentale disposant également de cette arme (Empire moghol, Empire ottoman et Séfévides). La supériorité de l'armée Qing est manifeste lorsque les princes mandchous mènent les bannières qui conduisent à la défaite des armées Ming. Mais, après l'établissement d'une paix durable à compter de 1683, les armées des bannières et de l'étendard vert commencent à perdre leur efficacité. Maintenus en garnison dans les villes, les soldats ont peu d'occasions de s'entraîner. Les Qing disposent néanmoins d'un armement et d'une logistique supérieurs qui leur permet d'étendre de manière importante leur territoire en Asie centrale, de vaincre les Mongols Dzoungars en 1759 et d'achever la conquête du Xinjiang. Malgré la fierté ressentie par le régime à la suite des dix grandes campagnes de l'empereur Qianlong (1735-1796), les armées Qing sont devenues largement inefficaces à la fin du 18e siècle. Mal équipées il leur faut près de dix ans et d'énormes sommes d'argent pour parvenir à vaincre la révolte du Lotus Blanc (1795–1804) et cette victoire est obtenue en partie en intégrant des milices dirigées par les élites chinoises Han locales. La révolte des Taiping (1850-1864), un soulèvement à grande échelle qui débute dans le sud de la Chine, n'est arrêté qu'à quelques kilomètres de Pékin en 1853. La cour Qing est contrainte de laisser ses gouverneurs généraux chinois Han, dirigés par Zeng Guofan, lever des armées régionales pour suppléer les armées régulières Qing. Ces nouvelles armées et leurs officiers parviennent à vaincre les rebelles et marquent la fin de la domination mandchoue sur le domaine militaire.
La technologie militaire résultant de la révolution industrielle européenne, rend rapidement obsolète l’armement et l'organisation de l’armée chinoise. En 1860 les forces britanniques et françaises mobilisées durant la Seconde Guerre de l'opium s'emparent de Pékin et pillent le Palais d'été. La Cour Qing, ébranlée, tente de moderniser ses institutions militaires et son outil industriel par l'acquisition de la technologie européenne. Ce mouvement dit d'auto-renforcement se traduit par la création de chantiers navals (notamment le chantier naval de Jiangnan et l'Arsenal de Fuzhou) et l'achat de canons et de cuirassés modernes en Europe. La marine Qing devient la plus importante d'Asie de l'Est. Mais l’organisation et la logistique restent insuffisantes, la formation des officiers est déficiente et la corruption est généralisée. Lors de la première guerre sino-japonaise de 1895 la flotte de Beiyang est pratiquement détruite et les forces terrestres modernisées sont vaincues. Les Qing crée alors une Nouvelle armée, mais celle-ci ne peut empêcher  en 1900 l' Alliance des huit nations d'envahir la Chine pour réprimer la révolte des Boxers. En 1911 La révolte d'un corps de cette nouvelle armée entraine la chute de la dynastie Qing.

### Divisions administratives

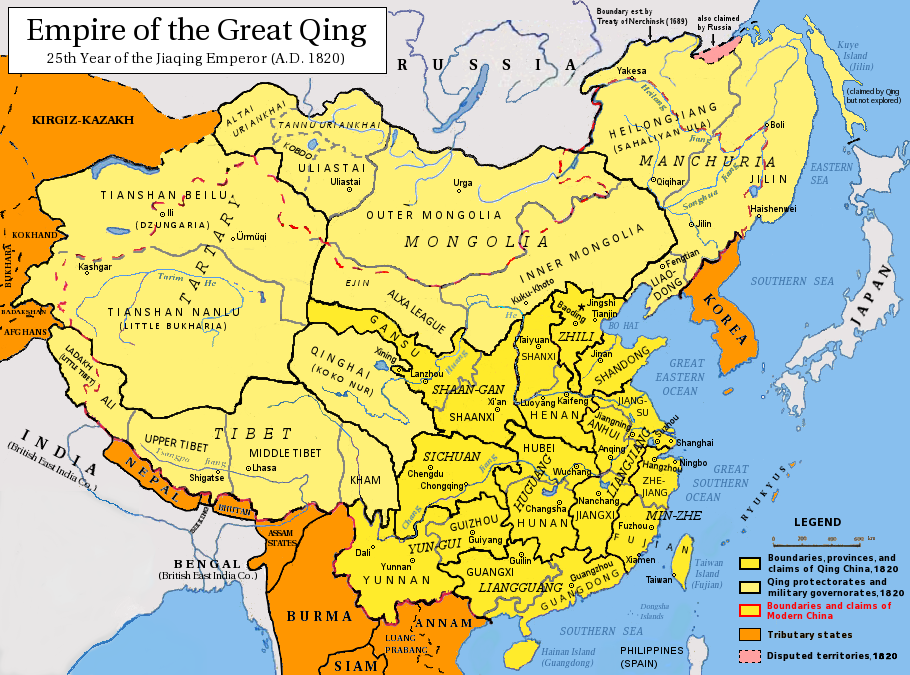
Le territoire Qing vers 1820 : les provinces en jaune foncé, les protectorats sont en jaune plus clair et les états tributaires sont en orange.

Durant la dynastie Qing, au 18e siècle, la Chine atteint sa plus grande extension territoriale. À cette époque son territoire comprend les dix-huit provinces (division administrative) de la "Chine historique" (également connue sous le nom de « Chine proprement dite ».) mais également les régions actuelles du nord-est de la Chine, la Mongolie intérieure, la Mongolie extérieure, le Xinjiang et le Tibet soit une superficie totale de 13 000 000 km²  (la Chine moderne compte 9,736 millions km² la différence portant principalement sur des territoires de la Sibérie orientale et l'Altaï faisant partie aujourd'hui de la Russie et la Mongolie-Extérieure devenu un état indépendant). Par la suite le nombre de provinces  passe de 18 à 22 à la suite de l'incorporation dans ce type de division administrative de la Mandchourie en 1907 (divisée en trois provinces : Fengtian, Jilin et Heilongjiang) et du Xinjiang en 1884  ainsi que par la création en 1885 de la province de Taïwan, qui faisait initialement partie de la province du Fujian. L'île sera cédée au Japon en 1895  à la suite de la défaite subie par la Chine durant la première guerre sino-japonaise. Par ailleurs 19 états sont des vassaux ou versent des tributs à la Chine durant des périodes de temps variables. Les plus notables sont la Corée (Joseon), état tributaire jusqu'à son occupation par le Japon en 1895, le Vietnam jusqu'en 1885, la Thaïlande jusqu'en 1852 et le Népal jusqu'en 1908.

### Administration territoriale

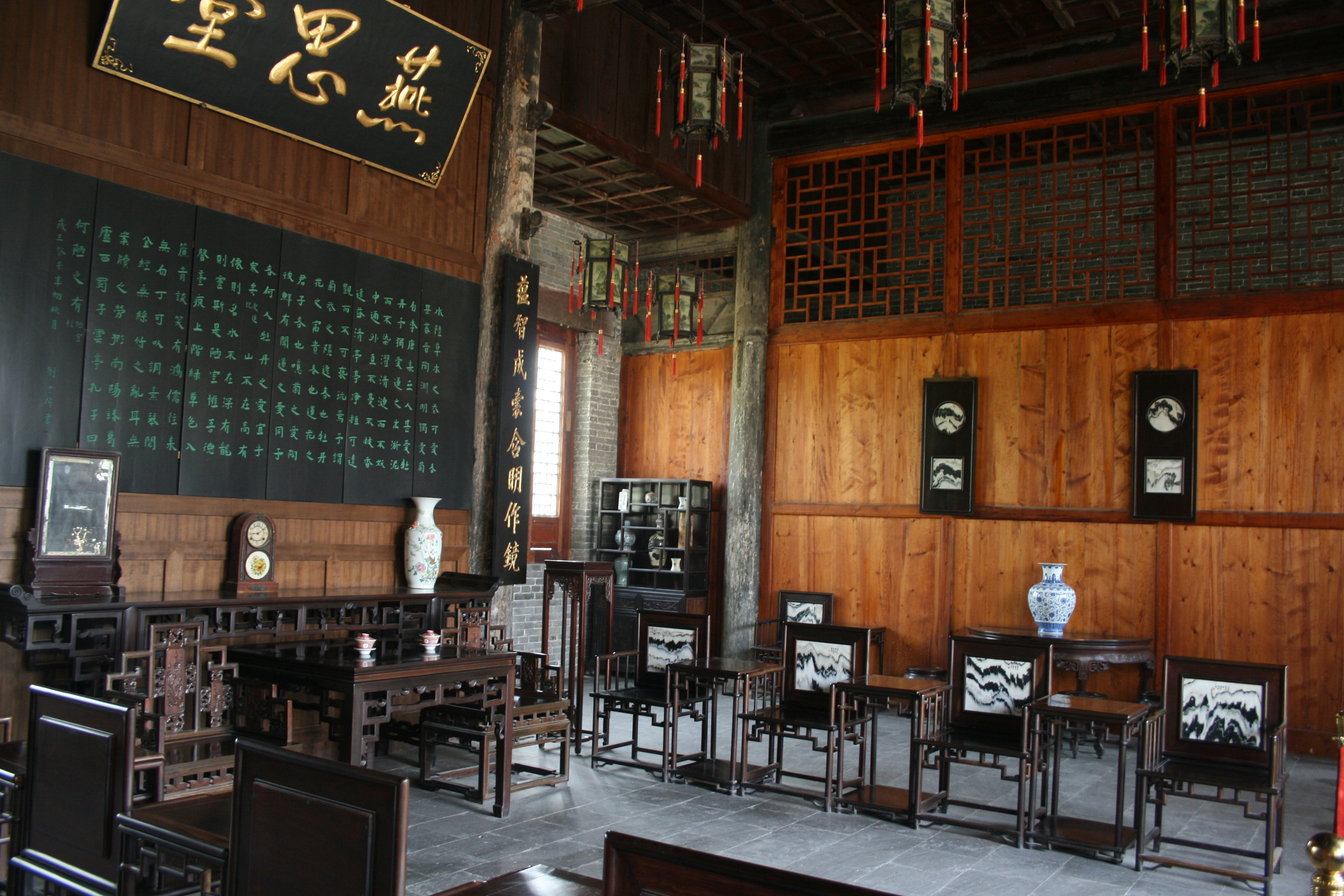
Salle d'audience de la préfecture de Nanyang.

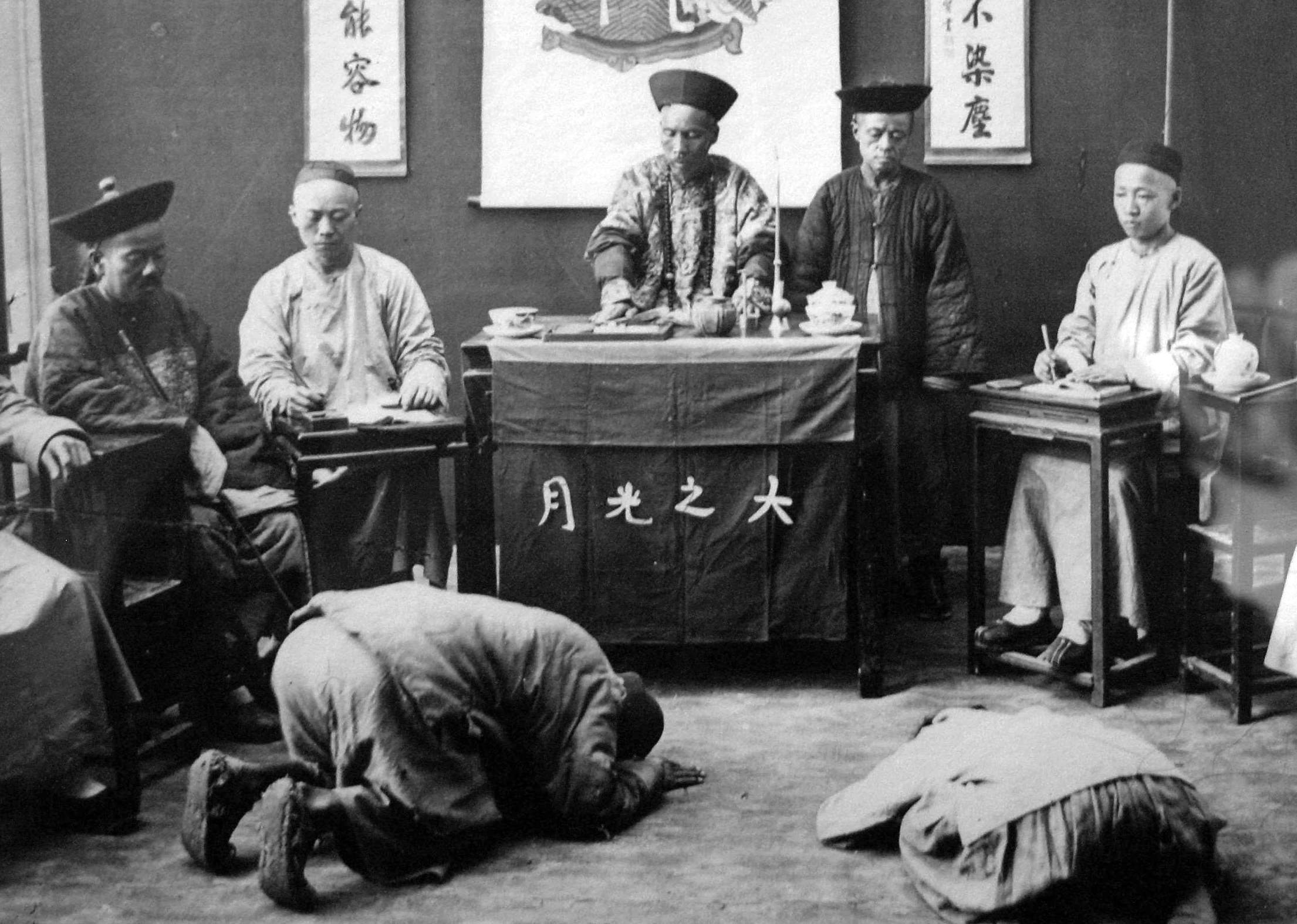
Séance de tribunal tenu par le magistrat de comté (la plus petite subdivision administrative chinois) en 1889.

Durant la dynastie Qing, l'administration du territoire de la Chine intérieure repose sur le découpage mis en place par la dynastie Ming. L'administration des provinces est calquée sur la pratique des Yuan et des Ming avec un découpage en trois entités distinctes et parallèles chargées respectivement des affaires civiles, militaires et de la censure/surveillance. Chaque province est administrée par un gouverneur (xunfu) et un commandant militaire. Au-dessous de la province se trouvent les préfectures relevant d'un préfet, suivies des sous-préfectures (zhou) relevant d'un sous-préfet. L'entité administrative la plus petite est le comté (xian) qui est supervisé par un magistrat de comté. Cette division administrative, comparable grosso modo aux arrondissements de certains états européens, s'est maintenue durant plus de deux millénaires (depuis la période des Royaumes Combattants jusqu'à l'époque moderne) et leur nombre a très peu varié puisqu'il y en avait environ 1400 vers 500 ap. JC et on en compte 1467 à l'époque moderne. Le poste de vice-roi est le grade le plus élevé de l'administration provinciale. Il y a huit vice-rois régionaux en Chine proprement dite, chacun prenant généralement en charge deux ou trois provinces. Le vice-roi de Zhili, responsable de la région entourant Pékin, est généralement considéré comme le vice-roi le plus puissant parmi les huit.
Les postes de l'administration territoriale sont occupés par les lettrés ayant réussi les examens impériaux. Plusieurs éléments sont pris en compte pour l'affectation d'un fonctionnaire : le rang associé au poste (par exemple un gouverneur de province nécessite un rang 2B alors qu'un sous-préfet ne nécessite qu'un rang 7A), le diplôme obtenu aux examens (bachelier, licencié, docteur) mais également le respect de règles mises par en place par les Qing pour éviter la corruption. Ainsi un fonctionnaire ne peut être en poste dans son lieu d'origine, lorsque deux fonctionnaires sont destinés à travailler ensemble ils ne doivent pas être apparentés même de manière éloignée, enfin les fonctionnaires sont régulièrement mutés pour éviter toute collusion avec les intérêts locaux (les sous-préfets le sont tous les 18 mois). Tous les trois ans les fonctionnaires locaux sont évalués par leur supérieur hiérarchique et rangés dans une des trois catégories suivantes : exceptionnel (nombre limité par un quota), incompétent ou corrompu et  la catégorie autre qui regroupe la majorité des fonctionnaires.
De tous les postes le sous-préfet est celui qui supporte la plus lourde charge du travail : il est à la fois administrateur des travaux publics, collecteur d’impôts, chef de la gendarmerie, responsable des cérémonies officielles et juge alors que la zone qu'il administre peut compter jusqu'à un million d'habitants. Pour l'assister il recrute des assistants privés parmi les lettrés locaux dépourvus de postes pour les taches nécessitant des compétences importantes, des agents administratifs locaux qui représente les plus gros effectifs de son administration (jusqu'à un millier d'employés dans les sous-préfectures les plus importantes), les serviteurs personnels et des hommes de main qui servent de messagers, policiers. Compte tenu de ses responsabilités et de la nécessité de rétribuer un personnel souvent très nombreux le sous-préfet est faiblement rétribué aussi est-il autorisé à prélever une part des taxes et impôts qu'il collecte.
Au milieu du 18e siècle, les Qing agrandissent de manière importante les territoires placés sous leur contrôle et ne faisant pas partie des dix huit provinces. Des commissaires impériaux et des garnisons sont envoyés en Mongolie et au Tibet pour superviser leurs affaires. Ces territoires sont également supervisés par une administration centrale spécialisée baptisée Lifan Yuan (bureau des affaires frontalières). La province tibétaine du Qinghai est également placée sous le contrôle direct de l'empereur Qing. Le Xinjiang, également connu sous le nom de Turkestan chinois, est subdivisé en deux entités séparées par les montagnes du Tian Shan, qui correspondent respectivement aux régions modernes de la Dzoungarie et du bassin du Tarim. Mais le poste de "général Ili" est créé en 1762 pour exercer une juridiction à la fois militaire et administrative unifiée sur les deux régions. Dès sa conquête la Dzoungarie est entièrement ouverte à la migration Han par l'empereur Qianlong. Dans le bassin du Tarim l'installation de Hans de manière permanente n'est pas autorisée au début mais cette interdiction est levée après la tentative de soulèvement de Jahangir Khoja dans les années 1820. De même, La Mandchourie est gouvernée par des généraux militaires jusqu'à sa division en province. Certaines régions du Xinjiang et du nord-est de la Chine seront perdues au profit de l'Empire russe au milieu du 19e siècle. La Mandchourie est à l'origine séparée de la Chine proprement dite par la palissade de saules, un fossé et un remblai planté de saules destinés à restreindre sa colonisation par les Chinois Han. Toutefois cette restriction est levée en particulier à compter des années 1860.
En ce qui concerne les régions contrôlées par la Chine ne faisant pas partie des dix huit provinces, le régime Qing maintient un contrôle direct par l'empereur. Celui-ci joue à la fois le rôle de khan mongol, de patron du bouddhisme tibétain et de protecteur des musulmans. Cependant, la politique des Qing change avec la création de la province du Xinjiang en 1884. Pendant le Grand Jeu qui oppose les ambitions coloniales de la Russie et de la Grande-Bretagne en Asie centrale, Yakub Beg profitant de la révolte des Dounganes dans le nord-ouest de la Chine, envahit le Xinjiang depuis l'Asie centrale avec le soutien de l'Empire britannique et s'autoproclame  roi de Kachgarie. L'empire Qing anvoie des forces militaires pour vaincre Yaqub Beg et le Xinjiang est reconquis. En conséquence le système administratif en vigueur dans la Chine proprement dite est étendu au Xinjiang. Par contre le Khanat Kumul (situé au nord du Xinjiang), qui  est devenu vassal de l'empire chinois après avoir aidé les Qing à vaincre les Dounganes en 1757, conserve son autonomie après que le Xinjiang soit devenu une province. Le khanat préserve celle-ci après la chute de la dynastie Qing lors de la révolution Xinhai et n'est administrée directement par l'administration chinoise qu'à compter de 1930. Au début du 20e siècle, la Grande-Bretagne envoie une expédition au Tibet et force les Tibétains à signer un traité. L'empereur Qing réagit en réaffirmant la souveraineté chinoise sur le Tibet, aboutissant à la Convention anglo-chinoise de 1906 signée entre la Grande-Bretagne et la Chine. Les Britanniques acceptent de ne pas annexer le territoire tibétain ni de s'immiscer dans l'administration du Tibet, tandis que la Chine s'engage à ne permettre à aucun autre État étranger d'interférer avec le territoire ou l'administration interne du Tibet. En 1907 Le gouvernement Qing modifie le statut de la Mandchourie qui est découpé en trois provinces, officiellement connues sous le nom de « Trois provinces du Nord-Est » ; un poste de vice-roi des Trois provinces du Nord-Est est créé pour superviser ces nouvelles provinces.

## Société

### Démographie

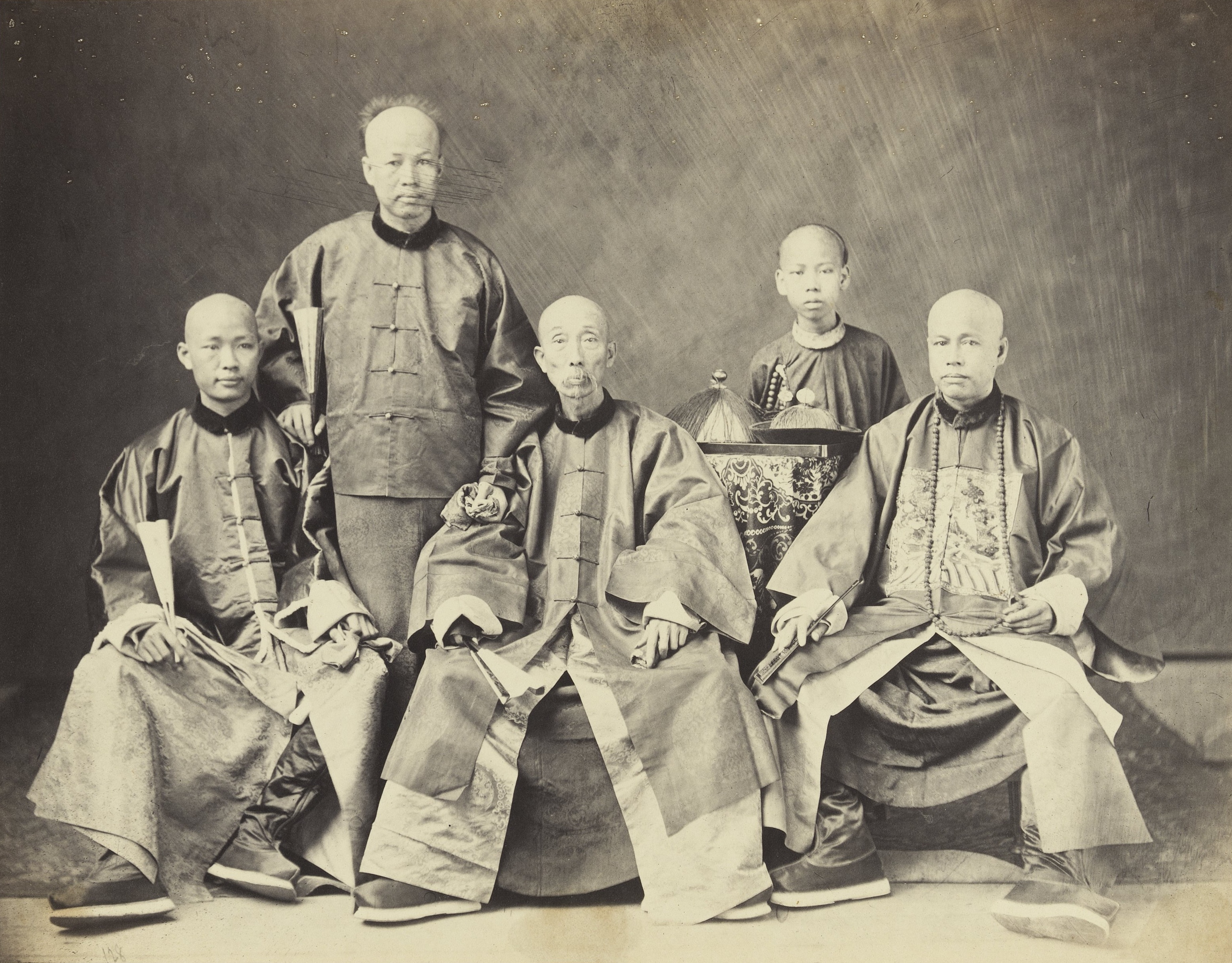
Un enfant avec des adultes appartenant à plusieurs classes d'age photographiés vers 1860.

Durant la dynastie Qing, la population chinoise croit fortement et devient beaucoup plus mobile. Au début du règne des Qing, vers 1700, on dénombrait environ 150 millions d'habitants, chiffre resté stable au cours du dernier siècle. La population  double au cours du 18e siècle et atteint un pic de 450 millions d'habitants à la veille de la révolte des Taiping en 1850. Plusieurs facteurs sont à l'origine de cette croissance exceptionnelle de la population. L'essor des cultures du Nouveau Monde (maïs, arachides, patates douces et pommes de terre) permet de réduire le nombre de décès résultant de la malnutrition. Les ravages de la variole, qui sont une source de mortalité très importante en Chine, sont maitrisés grâce à une augmentation des vaccinations. Les décès des nourrissons diminuent à la suite de campagnes menées contre l'infanticide, qui touchait plus particulièrement les filles, du fait de l'amélioration des techniques d'accouchement et de l'augmentation du nombre de livres de médecine accessibles au public. En Europe, au cours de cette période, la croissance démographique européenne est concentrée dans les villes alors qu'en Chine elle est faible uniquement dans les villes et dans le bassin inférieur du Yangzi. 
La croissance démographique génère d'importants mouvements de population se chiffrant en millions de personnes (plus qu’à tout autre moment de l’histoire chinoise) à la recherche de terres à cultiver. Aussi la population croit plus particulièrement dans les régions frontalières (les dirigeants chinois installent par exemple avec un résultat mitigé des colonies d'agriculteurs dans le Xinjiang récemment conquis (décennies 1750 et 1760) pour nourrir les armées stationnées dans cette région), dans le sud-ouest (Yunnan et Guizhou), où les hans immigrés mettent en culture les vallées et exploitent les gisements miniers, sur les hauts plateaux de la Chine intérieure, jusque là délaissés, où des agriculteurs s'installent en pratiquant souvent une agriculture sur brûlis, dans le Sichuan, région fertile dépeuplée par les massacres perpétués par Zhang Xianzhong (en 1720, 70 à 80 % de la population était né dans d'autres provinces) et à Taïwan qui est incorporée d'un point de vue économique et social à la province de Fujian. Cette mobilité résulte également de migrations  vers l'étranger organisées par des intérêts privés, essentiellement vers l'Asie du Sud-Est, dans le but de favoriser des échanges commerciaux ou pour saisir d'autres opportunités économiques.
Au début de la période, la Mandchourie, parce qu'elle constituait la région d'origine de la dynastie au pouvoir d'ethnie mandchoue, est fermée à la colonisation Han à l'exception de quelques bannières. Cette fermeture est formalisée de manière relativement symbolique par la palissade de saules, un ensemble de fossés et de remblais plantés d'arbres. Néanmoins, dès 1780, les chinois Han représentent 80 % de la population de cette région. Toutefois la densité relativement faible rend ce territoire vulnérable à l'annexion par l'empire russe en pleine expansion en Sibérie et les responsables Qing proposent en 1860 aux ressortissants de certaines parties du Guangdong (sud de la Chine) d'y émigrer pour fonder des colonies agricoles. À la fin du 19e siècle, la Mandchourie est complètement ouverte aux colons Han, ce qui accroit les flux migratoires vers cette destination. Au début du 20e siècle, les Qing abolissent le système administratif existant en Mandchourie en grande partie pour tenter de contrecarrer l'influence croissante de l'empire russe : tous les immigrants de la région sont reclassés comme « Han » au lieu de « civils » et les généraux à la tête des provinces de Mandchourie sont remplacés par des gouverneurs provinciaux civils. Entre 1902 et 1911, 70 administrations civiles sont créées en Mandchourie en réponse à la croissance démographique de la région.

### Classes sociales
La loi distingue à l'époque des Qing cinq classes sociales relativement cloisonnées. L'élite est constituée par les fonctionnaires et de manière plus générale les lettrés ayant réussi les examens impériaux (tous n'étaient pas fonctionnaires) et comprenait également une aristocratie aux effectifs très réduits. L'appartenance à cette élite reposait donc en grande partie sur la maitrise d'un savoir académique et non sur la simple richesse. Il était toutefois beaucoup plus facile pour une personne faisant partie d'une famille privilégiée d'effectuer les études permettant d'obtenir son diplôme. Les membres de cette élite bénéficient d'un statut privilégié : les fonctionnaires les traitent avec respect et ils bénéficient de procédures judiciaires beaucoup moins sévères. Les gens du commun sont regroupés en trois classes : les paysans qui regroupent 80% de la population, les artisans et les marchands. Les paysans généralement illettrés ont des conditions de vie très difficiles. La majorité d'entre eux n'est pas propriétaire des terres qu'il cultive et doit acquitter un loyer qui peut atteindre 40% des revenus. Les artisans regroupent des personnes ayant des statuts très différents : ferronniers, potiers, menuisiers,... mais également les ouvriers employés dans les manufactures et le personnel de service (domestiques, barbiers, cuisiniers...). De ces trois classes celle des marchands est celle qui a le statut le plus bas car ils ne produisent rien mais c'est probablement celle qui vit le moins mal, certains marchands accumulant des fortunes considérables permettant aux membres de leur famille d'accéder aux examens impériaux.. La cinquième classe, la plus méprisée, regroupe notamment les esclaves, les prostituées, les acteurs, les anciens criminels (identifiés par leur tatouage) et les employés de l'administration territoriale. Ces personnes ont un statut inférieur aux autres gens du commun. Il leur est ainsi interdit de passer les examens impériaux, ils sont souvent dans l'obligation de s'incliner devant les autres personnes et il leur est fréquemment interdit de se marier avec le membre d'une autre classe. Les Qing et leur administration tenteront de supprimer cette différence de traitement sans y parvenir complètement même à  la fin de la dynastie,.   

### Religion
Les dirigeants mandchous dirigent un empire multiethnique et l'empereur patronne et assume la responsabilité de toutes les religions et systèmes de croyance. Le « centre de gravité spirituel » de l’empire est « l’État religieux et politique ». Puisque l'empire fait partie de l'ordre du cosmos, qui lui confère le Mandat du Ciel, l'empereur en tant que « Fils du Ciel » est à la fois le chef du système politique et le prêtre en chef du Culte d'État. L'empereur et ses fonctionnaires, qui sont ses représentants personnels, assument la responsabilité de tous les aspects de l'empire, en particulier la vie spirituelle et les institutions et pratiques religieuses. Le magistrat du comté, en tant que représentant politique et spirituel de l'empereur, fait des offrandes dans les temples reconnus officiellement par l'empereur. Le magistrat effectue des séances publiques de lecture de l’Édit sacré de l'empereur Kangxi, dont l'objectif est de  promouvoir la moralité civique. Il surveille de près les organisations religieuses dont les actions pourraient menacer la souveraineté et les prérogatives religieuses de l'État.

#### Les mandchous et la religion impériale

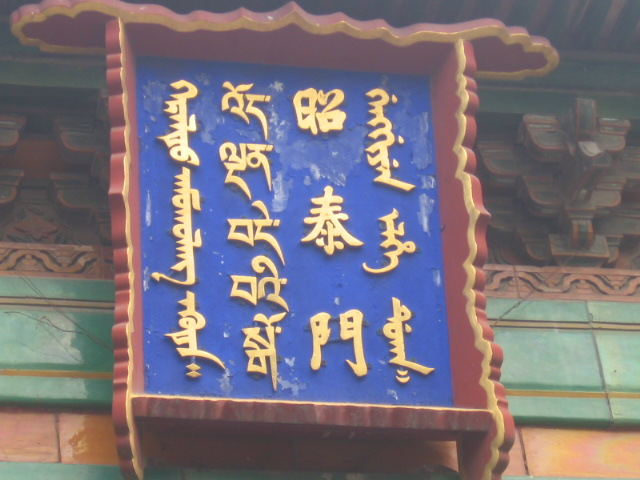
Inscription en mandchou, chinois, tibétain et mongol (de droite à gauche) sur la lamaserie de Yonghe à Pékin.

La famille impériale mandchoue est particulièrement attirée par le bouddhisme Gelug, une des écoles du bouddhisme tibétain qui s'était répandu du Tibet à la Mongolie. Le Cinquième Dalaï-Lama, qui accède au pouvoir en 1642 juste avant la prise de Pékin par les Mandchous, se tourne vers la cour des Qing pour obtenir son soutien. Les empereurs Kangxi et Qianlong pratiquent cette forme de bouddhisme tibétain comme l'une de leurs religions familiales et construisent des temples qui font de Pékin l'un des centres  de cette religion. Ils édifient notamment une réplique du palais du Potala de Lhassa dans leur résidence d'été de Rehe.
Le chamanisme, la religion la plus répandue chez les Mandchous, est un héritage spirituel de leurs ancêtres toungouses qui constitue un des traits de société les distinguant des Chinois Han. Le chamanisme d'État est important pour la famille impériale à la fois pour maintenir son identité culturelle mandchoue et pour promouvoir sa légitimité impériale parmi les tribus du nord-est. Les obligations impériales comprennent des rituels le premier jour du Nouvel An chinois dans un sanctuaire chamanique (tangse). Les pratiques dans les familles mandchoues comprennent des sacrifices aux ancêtres et le recours à des chamans, souvent des femmes, qui entraient en transe pour chercher obtenir une guérison ou effectuer des exorcismes.

#### Religion traditionnelle
La religion traditionnelle chinoise  est centrée sur la famille patriarcale et les shen ou esprits. Les pratiques courantes comprennent le culte des ancêtres, la piété filiale, les dieux et esprits locaux. Les rites comprenaient le deuil, les funérailles, l'enterrement. Puisqu'ils n'exigeaient pas d'allégeance exclusive à une religion, les formes et variantes  du confucianisme, du bouddhisme et du taoïsme sont combinées, par exemple dans les Trois enseignements syncrétiques. La religion populaire chinoise combine ces éléments avec des variantes locales. Les magistrats des comtés, dans la mesure où leur évaluation et leur promotion dépendaient de leur capacité à maintenir l'ordre local, tolèrent les sectes locales et même fréquentent les temples locaux tant qu'elles ne suscitent pas de désordres, mais se méfient des sectes hétérodoxes qui remettent en question l'autorité de l'État et rejettent les doctrines impériales. Certaines de ces sectes ont en effet une longue histoire de rébellion, comme la Voie de l'Ancien Ciel, qui s'inspirait du taoïsme, et la secte du lotus blanc, qui s'inspirait du bouddhisme millénaire. La révolte du Lotus blanc (1796-1804) a renforcé la défiance des autorités vis-à-vis de ces sectes, tout comme la révolte des Taiping, qui s’est inspirée du christianisme millénaire.

#### Christianisme, judaïsme et islam
Les religions abrahamiques (judaïsme, islam et christianisme) arrivent d'Asie occidentale durant la dynastie Tang (vers 700 ap J.C.), mais leur dogme, qui exclue la pratique des autres religions, les rend moins adaptables que le bouddhisme, qui était rapidement devenu une religion indigène. L’islam prédomine dans les régions d’Asie centrale de l’empire chinois, tandis que le judaïsme et le christianisme sont pratiqués dans des communautés bien établies mais isolées.
Plusieurs centaines de missionnaires catholiques arrivent en Chine entre la fin de la dynastie Ming et 1724, date de l'interdiction du christianisme. Les jésuites se fondent dans la société chinoise en adoptant les coutumes et les habits des lettrés, évangélisent des membres de l'élite tout en assimilant les classiques confucianistes et en s'abstenant de remettre en question les valeurs morales des Chinois. Ils démontrent leur valeur auprès des premiers empereurs mandchous grâce à leurs travaux dans le domaine de l'artillerie, de la cartographie et de l'astronomie. Mais par la suite, ils tombent en disgrâce jusqu'à l'édit de tolérance de l'empereur Kangxi en 1692. Dans les campagnes, les religieux dominicains et franciscains nouvellement arrivés établissent des communautés religieuses rurales qui s'adaptent aux pratiques religieuses traditionnelles locales en mettant l'accent sur la guérison, les fêtes et les jours saints plutôt que sur les sacrements et la doctrine. En 1724, l'empereur Yongzheng interdit le christianisme, qui est considéré comme un enseignement hétérodoxe. Cependant, comme les missionnaires catholiques européens ont gardé le contrôle de leur communauté et n'ont pas permis la création d'un clergé indigène, le nombre de catholiques augmente plus rapidement après 1724 parce que les communautés locales peuvent désormais fixer leurs propres règles et normes. En 1811, les activités religieuses chrétiennes sont encore davantage criminalisées par l'empereur Jiaqing. L'interdiction impériale est levée par un traité en 1846.
Le premier missionnaire protestant en Chine, Robert Morrison, arrive à Canton en 1807 et achève une traduction de la Bible en 1819. Liang Afa (1789-1855), un Chinois converti formé par Morrison, étend l'évangélisation à l'intérieur de la Chine. Les deux guerres de l’opium (1839-1860) marquent un tournant décisif pour les missions chrétiennes protestantes. La série de traités signés entre le traité de Nanjing de 1842 et le traité de Tianjin de 1858 distingue le christianisme des religions locales et lui accorde un statut protégé. À la fin des années 1840, Hong Xiuquan, qui a lu la Bible chinoise de Morrison, ainsi que le pamphlet évangélique de Liang Afa, annonce à ses disciples que le christianisme était en fait la religion de la Chine ancienne avant que Confucius et ses disciples ne le chassent. Il crée dans le sud de la Chine le mouvement Taiping qui fait la fusion entre la tradition chinoise de rébellion millénariste et le messianisme chrétien », dela « révolution apocalyptique, du christianisme et  « l'utopisme communiste » .
À compter de 1860, l’application des traités permet aux missionnaires d’étendre leurs campagnes d’évangélisation en dehors des ports. Toutefois, leur présence se heurte à une opposition à la fois culturelle et politique. L'historien John K. Fairbank observe que « [pour] la noblesse érudite, les missionnaires chrétiens sont des subversifs étrangers, dont la conduite et l'enseignement immoraux sont soutenus par des canonnières ». Au cours des décennies suivantes, il y a quelque 800 conflits entre villageois chrétiens et non-chrétiens, principalement sur des questions non religieuses, telles que les droits fonciers ou les impôts locaux, mais des conflits religieux sont souvent à la source de ces événements. Au cours de l'été 1900, alors que les puissances étrangères envisagent la partition de la Chine, des jeunes villageois, connus sous le nom de Boxers car ils pratiquaient les arts martiaux et les pratiques spirituelles chinoises, attaquent et assassinent des chrétiens chinois et des missionnaires étrangers lors du révolte des Boxers. Les puissances impérialistes envoient leurs armées, qui viennent à bout de la révolte en occupant une partie de la Chine et imposent le paiement par la Chine d'une indemnité substantielle. Cette défaite convainc de nombreux membres des élites instruites que la religion traditionnelle est un obstacle au développement de la Chine en tant que nation moderne et certains membres se tournent vers le christianisme comme outil spirituel pour construire une nouvelle société.
En 1900, il y a environ 1 400 prêtres et religieuses catholiques en Chine et près d’un million de pratiquants. Les missionnaires occidentaux créent des cliniques et des hôpitaux et dirigent la formation du corps médical en Chine. Les missionnaires commencent à créer des écoles pour former des infirmières à la fin des années 1880, mais ils se heurtent aux traditions qui interdisent que des femmes soignent des hommes. Aussi le nombre d'infirmières formées reste faible jusque dans les années 1930.

## Économie
À la fin du 17e siècle, l’économie chinoise se remet des ravages causés par les guerres qui ont suivi le renversement de la dynastie Ming. Au siècle suivant, le commerce continue à se développer avec une forte croissance des échanges entre les régions, une plus grande dépendance à l’égard de l'étranger et une population considérablement accrue. À la fin du 18e siècle, la population était passée à 300 millions d'habitants, contre environ 150 millions à la fin de la dynastie Ming. Cette augmentation spectaculaire a plusieurs origines, notamment la longue période de paix et de stabilité du 18e siècle et l'introduction de nouvelles cultures originaire des Amériques, notamment les arachides, les patates douces et le maïs. De nouvelles espèces de riz originaires d’Asie du Sud-Est permettent une forte croissance des rendements et donc de la production. Les corporations de marchands se multiplient dans toutes les villes chinoises qui sont en pleine croissance et cette classe sociale acquiert souvent une grande influence sociale et même politique. Certains marchands, parmi les plus riches et bénéficiant des relations avec les autorités, bâtissent d’énormes fortunes tout en s'intéressant à la littérature au théâtre et aux arts.
Le gouvernement accroit la superficie de la propriété foncière en restituant les terres qui avaient été vendues à de grands propriétaires fonciers à la fin de la période Ming par des familles incapables de payer l'impôt foncier. Pour inciter davantage les gens à participer au marché, le gouvernement réduit le fardeau fiscal en vigueur à la fin de la dynastie Ming et remplace le système des corvées par une taxe perçue sur l'embauche des ouvriers. La gestion du Grand Canal est rendue plus efficace et le secteur des transports est ouvert aux marchands privés. Un système de surveillance des prix des céréales élimine les pénuries les plus graves et permet de limiter le prix du riz qui augmenter lentement et sans acoups tout au long du 18e siècle. Se méfiant du pouvoir des marchands les plus riches, les dirigeants Qing limitent les licences commerciales et  refusent généralement l'ouverture de nouvelles mines  sauf dans les régions les plus pauvres. Ces restrictions imposées à l'exploitation des ressources nationales ainsi qu'au commerce extérieur  sont considérées par certains chercheurs contemporains comme une des origines de la Grande Divergence durant laquelle l'Occident a dépassé la Chine sur le plan économique,.
Au cours du 18e siècle, la Chine porte à son apogée l'utilisation des techniques pré-industrielles dans les domaines de l'agriculture, de l'artisanat et du commerce. L'industrie la plus importante est celle des textiles qui alimente un marché intérieur en forte croissance. Les cotonnades de Songjiang, près de Shanghai, emploient en permanence plus de 200 000 ouvriers. En 1833, pour alimenter ces ateliers, la Chine importe de l'Inde dix fois plus de coton que la Grande-Bretagne malgré une production domestique de cette matière première. Des fonderies de très grande taille, employant de 2 000 à 3 000 ouvriers sont présentes dans les provinces du Hubei, du Shaanxi et du Sichuan. Plusieurs dizaines de milliers d'ouvriers produisent des porcelaines à Jingdezhen dans le Jiangxi et fournissent aussi bien la Cour des Qing que les familles les plus aisées et un marché à l'exportation à destination de l'Europe, du Japon, de la Corée et plus généralement de l'Asie du Sud-Est. Les autres productions artisanales importantes sont le papier et le sucre de canne de la province du Fujian, les toiles de chanvre de Xinhui au Guangdong, l'acier de Wuhu près de Canton et dans la même région la quincaillerie de Foshan  exportée dans toute l'Asie du Sud-Est. Les principaux produits exportés vers l'Europe comprennent les cotonnades de Nankin, les soieries de Suzhou et Hangzhou ainsi que le thé, les céramiques, les laques et plus généralement les objets d'ameublement.
Au cours des dynasties Ming et Qing (1368-1911), le développement le plus important de l'économie chinoise est sa transition d'une économie dirigée vers une économie de marché, cette dernière devenant de plus en plus omniprésente tout au long du règne des Qing. Entre 1550 et 1800 environ, la Chine connait une deuxième révolution commerciale qui prend de manière naturelle la suite de la première révolution commerciale des Song, qui avait vu l’émergence du commerce interrégional à longue distance de produits de luxe. Au cours de la deuxième révolution commerciale, pour la première fois, un pourcentage important de ménages agricoles commence à cultiver des produits agricoles destinés à être vendus sur les marchés locaux et nationaux plutôt que pour leur propre consommation ou le troc dans l'économie traditionnelle. Les récoltes excédentaires sont mises en vente sur le marché national, intégrant les agriculteurs dans l’économie commerciale. Ce phénomène conduit certaines régions à se spécialiser dans des cultures de rapport destinées à l'exportation, l'économie chinoise étant devenue de plus en plus dépendante du commerce interrégional de produits de base en vrac tels que le coton, les céréales, les haricots, les huiles végétales, les produits forestiers, les produits d'origine animale et les engrais.
Jusqu'aux guerres de l'opium, la Chine sous la dynastie des Qing était très proche du système très faiblement interventionniste idéal d'Adam Smith, avec un poids de l’État compris entre 1 et 2 % du PIB, alors qu'en Grande-Bretagne ce taux était à 10 %,.

### Système monétaire: l'argent s'impose comme monnaie d'échange
L'argent (métal) en provenance du Nouveau Monde, où il est produit en abondance, pénètre en Chine en grande quantité à la suite de la conquête des Philippines par les espagnols dans les années 1570. La côte sud-est du pays est rouverte au commerce en 1684 (elle était fermée à celui-ci auparavant du fait de la difficile conquête de la Chine du sud par les Qing) ce qui relance la croissance de cette région qui atteint 4% par an à la fin du 18e siècle. Durant cette période les exportations de thé, de la soie et des produits manufacturés permettent de maintenir une balance commerciale positive avec l'Europe. L'expansion de la masse monétaire qui en résulte soutient des marchés compétitifs et stables. Au milieu de la dynastie précédente des Ming, la Chine se tourne progressivement vers l'argent comme support de monnaie pour le règlement des transactions les plus importantes et à la fin du règne de l'empereur Kangxi, l'évaluation et la perception de l'impôt foncier se fait en argent. Les propriétaires commencent réclamer le paiement des loyers en argent plutôt qu'en produits des récoltes, ce qui incite les agriculteurs à produire pour la vente sur les marchés locaux et nationaux plutôt que pour leur propre consommation personnelle ou le troc. Contrairement aux pièces de cuivre, sapèque (qian) ou autre, utilisées principalement pour de petites transactions, l'argent n'était pas utilisée sous forme de pièce de monnaie, mais plutôt échangé en unités de poids : le liang ou tael qui représente environ 36 grammes d'argent. Pour évaluer le poids et la pureté de l'argent un tiers doit être sollicité, ce qui entraine des « frais de fusion » supplémentaires qui sont ajoutés au prix de la transaction. De plus, comme ces frais ne sont pas réglementés, ils sont une source de corruption. L'empereur Yongzheng (1722-1735) combat la corruption sur les « frais de fusion », en les légalisant et en les réglementant afin qu'ils puissent être perçus sous forme d'impôt. L'empereur Yongzheng utilise cette nouvelle source de revenus pour augmenter le salaires des fonctionnaires chargés de les collecter, légitimant ainsi davantage l'argent en tant que monnaie standard de l'économie Qing.

### Urbanisation et prolifération des bourgs
La deuxième révolution commerciale, que connait la Chine durant la première moitié de la dynastie Qing, a un impact profond sur la répartition de la population. Jusqu'à la fin du règne des Ming, il existait un contraste très net entre les campagnes  et les villes, car la collecte et le transport des surplus de récoltes des campagnes était traditionnellement pris en charge par l'État. Cependant, à mesure que le commerce se développe à la fin des Ming et au début des Qing, des agglomérations de taille intermédiaire commencent à apparaître pour jouer le rôle de relais dans les flux du commerce intérieur. Certaines de ces agglomérations brassent un volume d'affaires tellement important qu'elles deviennent de véritables centres commerciaux. Les bourgs les plus actifs deviennent de petites villes et sont le foyer d'une nouvelle classe marchande en plein essor. La prolifération de ces villes de taille moyenne n’est rendue possible que grâce aux progrès des transports et des communications longue distance. Alors que de plus en plus de chinois parcourent le pays pour faire du commerce, un besoin croissant d'hébergement apparait. Des maisons de corporation se développent pour répondre à cette demande.
De véritables corporations de marchands (huiguan) émergent qui, entre autres, publient des règlements ainsi que des barèmes de prix et fournissent des gites et des lieux de réunions aux marchands ambulants. Parallèlement à ces organisations commencent à apparaitre des corporations portant sur des professions plus spécifiques  (gongsuo) pour contrôler l'artisanat commercial ou les industries artisanales telles que la menuiserie, le tissage, la banque et la médecine. Au 19e siècle  les corporations contribuent à transformer les zones urbaines en centres cosmopolites et multiculturels, organisent des représentations théâtrales ouvertes au grand public développent le secteur de l'immobilier en mettant en commun des fonds sous la forme d'une fiducie  et certaines contribuent au développement de services publics comme l'entretien de la voirie, l'approvisionnement en eau et la création d'un réseau d'égouts.

### Commerce avec l'Occident
En 1685, l’empereur Kangxi autorise le commerce maritime privé le long de la côte chinois tout en mettant en place une série de postes de douane dans les principales villes portuaires. Le poste de douane de Canton est de loin le poste le plus actif pour le commerce avec l'étranger. À la fin du règne de Kangxi, plus de quarante maisons de commerce spécialisées dans le commerce avec l'Occident ont été créées. L'empereur Yongzheng crée en 1725 une guilde rassemblant ces quarante maisons de commerce, connue sous le nom de Co-hong. Solidement établi en 1757, le système Cohong de Canton Cohong regroupe treize entreprises commerciales qui disposent du droit exclusif de faire du commerce avec les marchands occidentaux à Canton. Jusqu'à son abolition après la guerre de l'opium en 1842, le système Cohong de Canton est la seule porte d'entrée pour le commerce occidental en Chine et devint ainsi une plaque tournante du commerce international en plein essor. Au 18e siècle, le produit d'exportation le plus important est  le thé. La demande britannique en thé augmente en effet de façon exponentielle jusqu'à ce que les anglais découvrent comment le cultiver eux-mêmes dans les collines du nord de l'Inde dans les années 1880. À la fin du 18e siècle, les exportations de thé transitant par le système  Cohong de Canton représentent plus du dixième des recettes provenant des impôts perçus auprès des Britanniques et la quasi-totalité des recettes de la Compagnie britannique des Indes orientales ; en fait, jusqu'au début du XIXe siècle, le thé représentait quatre-vingt-dix pour cent des exportations sortant de Canton.  

### Revenus de l'état chinois
Les revenus du gouvernement Qing augmentent peu au cours du 18e siècle et du début du 19e siècle, passant de 36 millions en 1725 à 43 millions de thu puaels en 1812 avant de retomber à 39 millions de taels en 1841. L'impôt foncier est la principale source de revenus du gouvernement central, les taxes sur le sel, les douanes et les capitations constituant d'importantes sources secondaires. À la suite des guerres de l'opium, de l'ouverture de la Chine au commerce extérieur et des révoltes du milieu du 19e siècle, deux nouvelles sources importantes de revenus apparaissent : les recettes douanières maritimes sur les échanges avec l'étranger et les recettes du lijin (une taxe sur le commerce intérieure), bien que seulement 20 % des revenus générés par cette nouvelle taxe soient mis à disposition du ministère des finances (hu pu) du gouvernement central - le solde restant entre les mains des autorités provinciales chargées de la collecter. Le Hu Pu parvient également à lever des impôts divers et à augmenter le taux de la taxe sur le sel. Toutes ces mesures doublent les revenus à la fin du xixe siècle, mais cela s'avère insuffisant pour le gouvernement central qui doit faire face à de nombreuses dépenses suscitées par une succession de crises et de guerres au cours de cette période et qui doit rembourser 9 emprunts souscrits avant 1890 auprès de banques étrangères pour un montant cumulé de 40 millions de taels.  
On estimait dans les années 1850 que le salaire d'un agriculteur dans la capitale Pékin et dans la région du delta du Yangtsé se situait entre 0,99 et 1,02 taels par mois. En supposant que chaque jour soit travaillé, cela équivaudrait à environ 12 taels par an. Avec plus de 400 millions de citoyens en 1890, le niveau d'imposition était extrêmement faible.  
Le Bureau de réorganisation financière de la dynastie, créé en 1909, estimait que les revenus cumulés du gouvernement central et des autorités locales s'élevaient à cette date à 292 millions de taels. HB Morse de son côté évalue ce montant au début des années 1900 à 284 millions de  taels, dont 99 millions de taels étaient dépensés par le gouvernement central, 142 millions de taels par les gouvernements provinciaux et le reste par le gouvernement local. En 1911, l'Assemblée consultative estimait les recettes totales à 302 millions de taels. Ce chiffre comprenait plus de 44 millions de taels provenant du lijin, dont seulement 13 millions étaient reversés à Pékin. 
Le gouvernement Qing, pendant et après la première guerre sino-japonaise, contracte de plus en plus d'emprunts pour faire face à ses dépenses. Un total de 746 millions de taels sont empruntés, dont un peu plus de 330 millions de taels qui sont destinés à la construction des lignes de chemin de fer et sont remboursés par les revenus des compagnies de chemins de fer. Ces prêts ne pèsent pas sur les finances du gouvernement central. Une somme relativement modeste d'un peu plus de 26 millions de taels a été empruntée pour des projets industriels, plus de 5 millions de taels pour les lignes télégraphiques et moins de 1 million de taels à des fins diverses. Le reste (382 millions de taels) est principalement destiné à financer la guerre sino-japonaise et à payer l'indemnité découlant du traité de Shimonoseki (1895) signé avec le Japon. 
Taizu a noté que ces chiffres pour l'imposition formelle ne représentaient que la moitié de l'impôt total et donc des recettes du gouvernement, ces surtaxes étant prélevées au niveau local par des fonctionnaires locaux qui trouvaient le niveau d'imposition beaucoup trop bas pour soutenir même une gouvernance de base, malgré la possibilité de percevoir des surtaxes appartenant uniquement au gouvernement central[pas clair].  

## Arts et culture

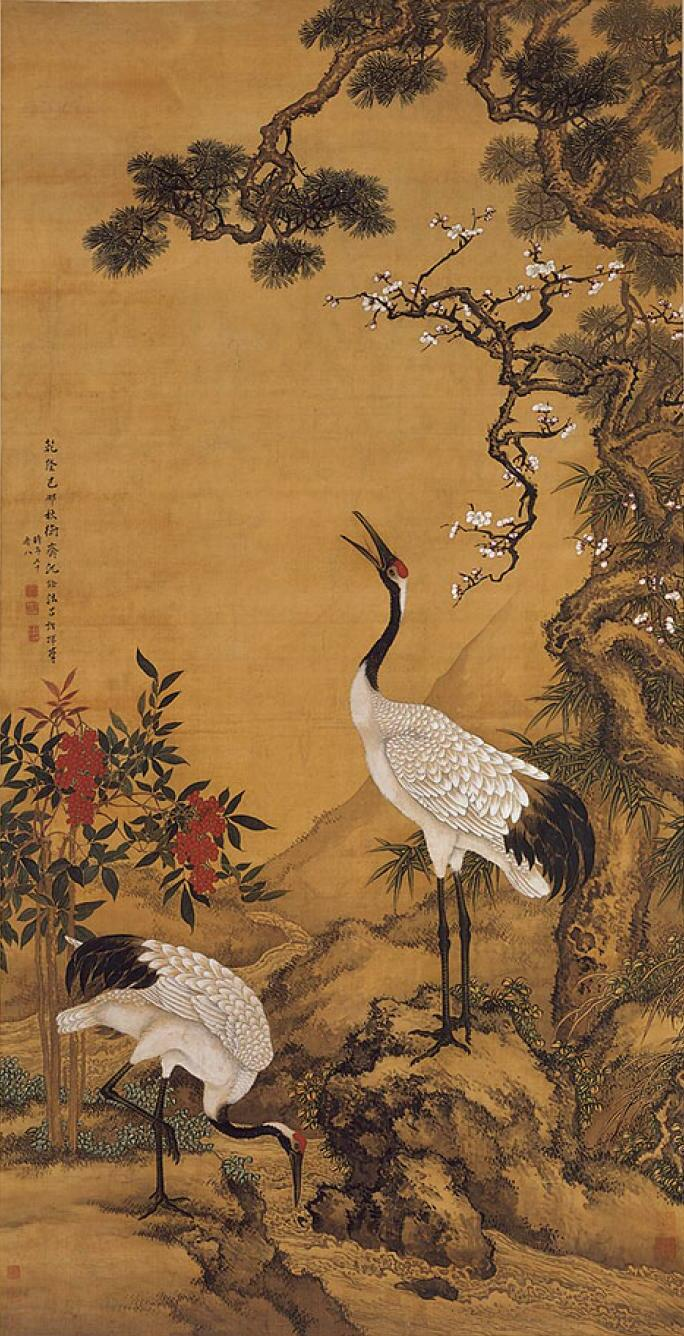
Pin, prunier et grues peinture de Shen Quan (1759).

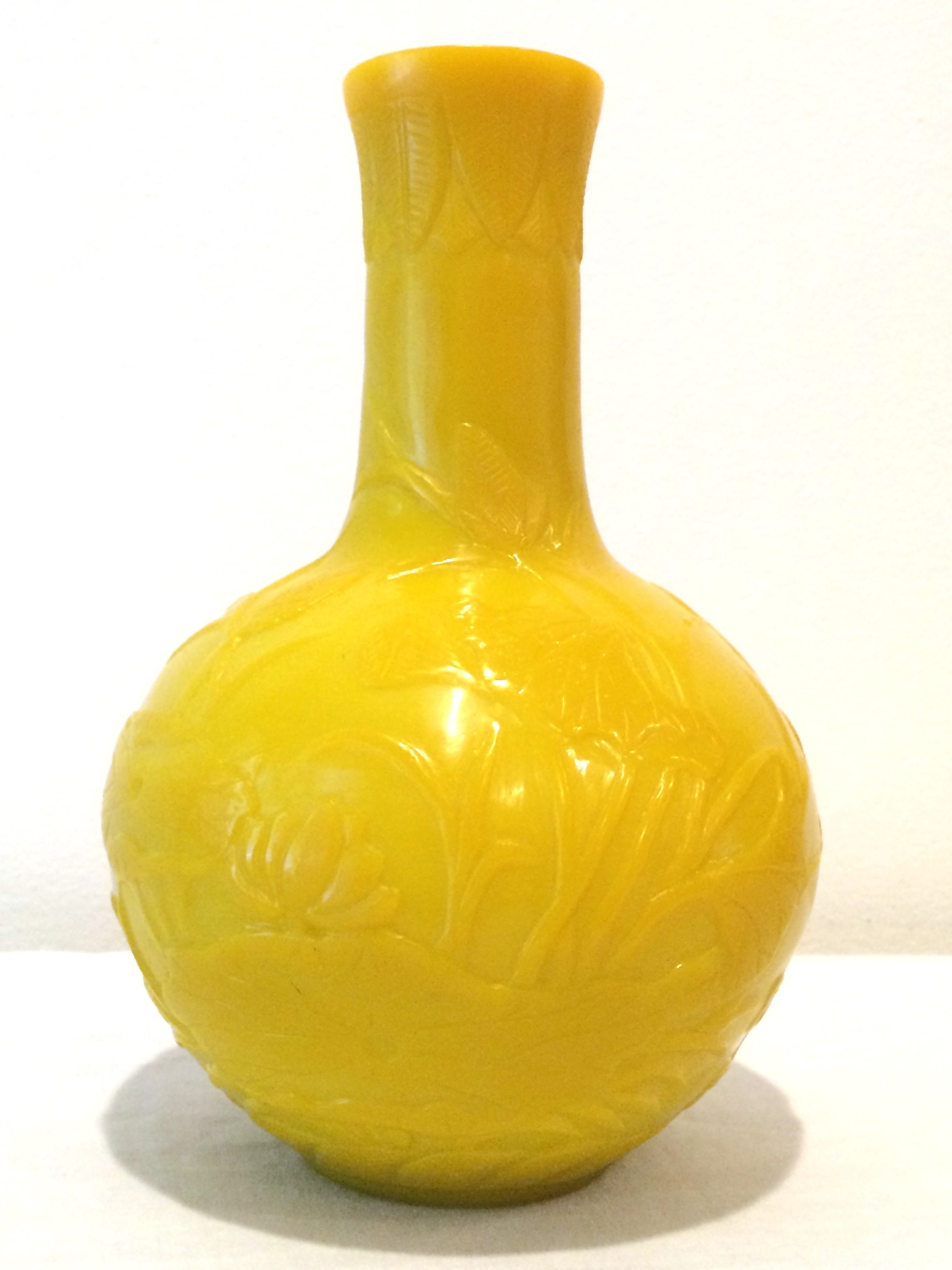
Un vase réalisé durant le règne de Daoguang par la verrerie de Pékin. Sa couleur est baptisée "Jaune Impérial", car elle celle de la bannière de la dynastie des Qing.

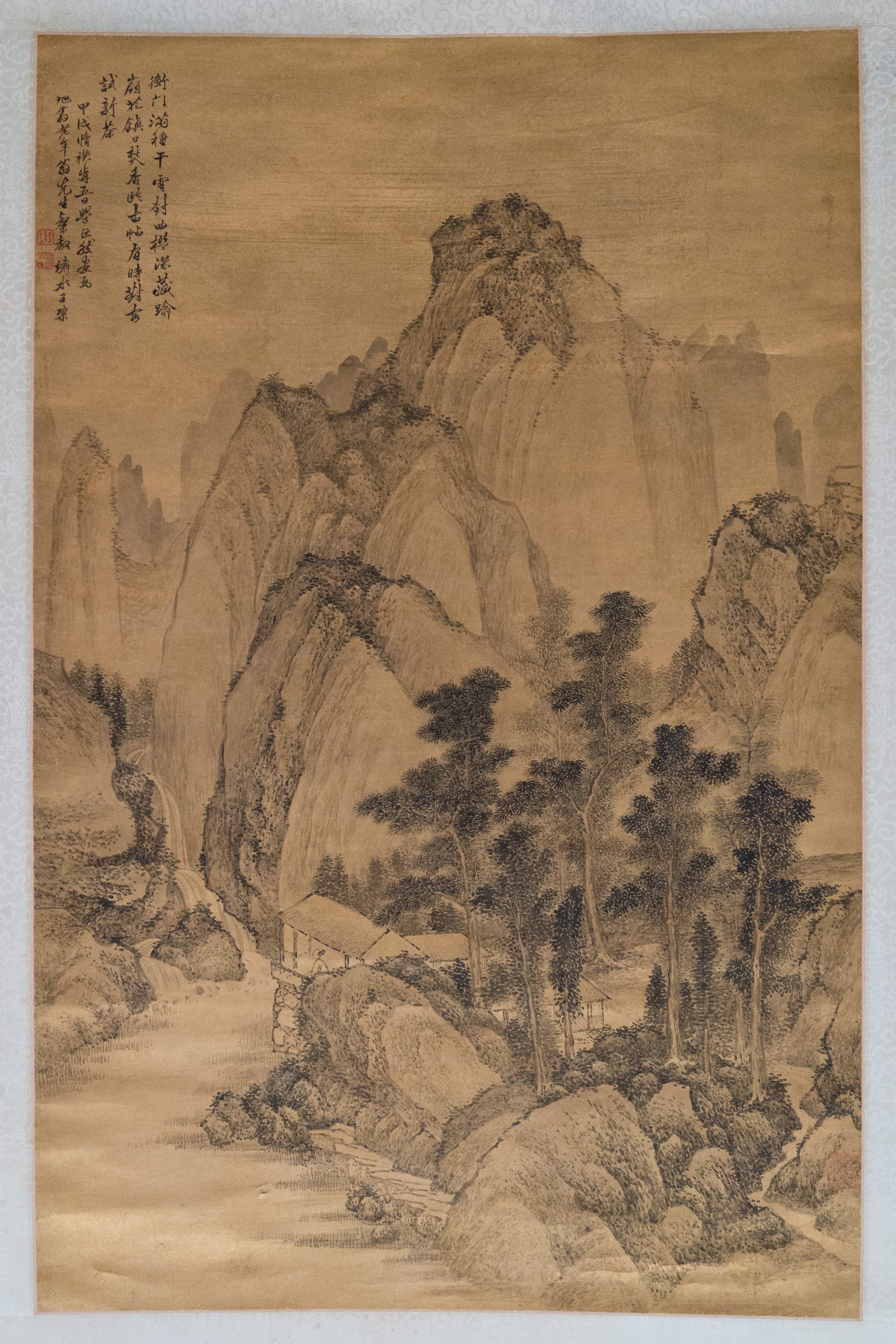
Paysage réalisé par Wang Gai (1694).

### Cuisine
La cuisine est une source de fierté culturelle. Les gentlemen gourmets, tels que le poète  Yuan Mei (1716–1797), définissent des normes esthétiques portant sur l'art de cuisiner, de manger et d'apprécier le thé à une époque où les cultures et les produits du Nouveau Monde entrent dans la vie quotidienne. Son ouvrage  Suiyuan Shidan (recettes des jardins Sui) pose les bases de  l'esthétique et de la théorie culinaires et décrit une série de recettes. Le festin Mandchou-Han, banquet organisé à l'origine pour les 66 ans de l'empereur Kangxi dans le but de désamorcer les conflits entre mandchous et hans, associe plats en vigueur à la Cour impériale et cuisines régionales.